# Chronologie de l'affaire Clearstream 2
Cet article est une chronologie de l’affaire Clearstream 2.

## 1997
- 1997 : François Heilbronner et son gendre Imad Lahoud s’associent et créent un fonds spéculatif, le Volter Fund Limited, immatriculé aux Îles Vierges britanniques[1].

## 1999
- Juin 1999 : Matra fusionne avec Aérospatiale et prend le contrôle d’Airbus[2].

## 2000
- Avril 2000 : Denis Robert, auteur de Révélation$, reçoit un second listing de 16 322 comptes de Clearstream[3].
- 10 juillet 2000 : le groupe EADS, né de la fusion des activités du français Matra-Aérospatiale, de l’allemand DASA et de l’espagnol CASA, est créé[4]. La présidence est assurée conjointement par un Allemand et un Français. Le mandat est de cinq ans, renouvelable. Si en Allemagne tout est calme tant la succession semble lointaine – elle est programmée pour juillet 2005 –, à Paris l’affrontement est déjà âpre. Le patron d’Airbus, Noël Forgeard, fort des résultats de son groupe, revendique la place occupée à la tête d’EADS par Philippe Camus[5].

## 2001
- Février 2001 : le livre de Denis Robert, Révélation$, est publié[6].

- 1er mars 2001 : le film Les Dissimulateurs est diffusé pour la première fois sur Canal+ à 22h00[7].
- 22 juin 2001 : Après la découverte en Suisse de plus de 500 millions USD sur les comptes d’Andrew Wang, intermédiaire du groupe Thomson CSF, une seconde information judiciaire est ouverte pour « abus de biens sociaux » dans l’affaire des frégates de Taïwan[8],[9]. L’enquête, qui porte sur d’éventuelles rétrocommissions versées à des personnalités françaises en marge de cette vente en 1991, est confiée aux juges Renaud Van Ruymbeke et Dominique de Talancé[10].
- 2001 : en réponse aux accusations de Denis Robert et de Révélation$, Clearstream demande un audit au cabinet Arthur Andersen, qui mandate une équipe de 30 personnes pour vérifier les procédures de la chambre de compensation. Parmi ceux-ci, un jeune auditeur, Florian Bourges, découvre plusieurs anomalies et rédige une trentaine de mémos qui restent ignorés de sa hiérarchie[11].
- 12 octobre 2001 : Ayant dupliqué les listings suspects, Florian Bourges contacte Denis Robert par courriel pour lui faire part de ses découvertes : « Bonjour…, je possède la base clients complète (de Clearstream) avec 33 340 comptes dont 23 241 actifs. La base date du 15 septembre 2001. Elle possède de nombreuses infos comme la date d’ouverture et de fermeture du compte… Je peux vous transmettre un mode d’emploi de cette base pour la comprendre… »  Signé : Jonathan Gantry, héros du livre Cartel de Paul-Loup Sulitzer[11].
- Fin octobre 2001 : Arthur Andersen rend son rapport d’audit à la direction de Clearstream. RAS… Florian Bourges transmet à Denis Robert un listing de 33 000 comptes[12].
- Fin 2001 : le prestigieux cabinet d’audit comptable Arthur Andersen fait naufrage dans les suites de l’affaire Enron dont elle n’avait pas dénoncé les fraudes manifestes[13].

## 2002
- Courant 2002 : Denis Robert reçoit de Florian Bourges 33 340 comptes client, extraits en septembre 2001 par le jeune auditeur (source : procès-verbal de la déposition de témoin de Florian Bourges sur les faits reprochés à J.-L. Gergorin, le 7 juin 2006 - diffusé par lefigaro.fr).
- 25 juillet 2002 : un changement est réalisé à la tête de la DGSE avec la nomination de Pierre Brochand, frère du maire UMP de Cannes, Bernard Brochand, en remplacement de Jean-Claude Cousseran[14].
- Septembre 2002 : Pierre de Bousquet de Florian, ancien conseiller technique à l’Élysée de 1995 à 1998, est nommé la tête de la DST[15]. Après celles de la DGSE, ces mutations seraient la conséquence d’enquêtes de la DST et de la DGSE sur les relations japonaises (Soichi Osada) et libanaises (Rafiq Hariri) de Jacques Chirac.
- 7 octobre 2002 : Imad Lahoud sort d’une détention préventive dans l’affaire du Volter Fund[16].
- 8 octobre 2002 : Imad Lahoud déjeune avec son frère Marwan Lahoud, président de MBDA (branche missile d’EADS) à la cafétéria d’EADS. Jean-Louis Gergorin les rejoint. Il va faire travailler Imad Lahoud en tant que consultant, pour la division fusions-acquisitions d’EADS. Il n’a pas de bureau dans l’entreprise et rend seulement des rapports[17].
- Hiver 2002-2003 : son frère Marwan Lahoud, président de MBDA met en contact son frère Imad Lahoud avec Philippe Rondot, conseiller pour le renseignement et les opérations spéciales du ministre de la Défense, Michèle Alliot-Marie. Imad Lahoud a travaillé pour la banque Merrill Lynch et prétend connaître les comptes de la famille ben Laden[18]. Le général le fait travailler pour lui sur le financement du terrorisme à titre d’honorable correspondant bénévole.

## 2003
- Janvier 2003 : Jean-Louis Gergorin, vice-président d’EADS, présente au général Philippe Rondot, Imad Lahoud, frère de Marwan Lahoud qui dirige MBDA, la branche missile d’EADS. Il affirme avoir (ou pouvoir obtenir) des informations sur les finances du terrorisme islamiste et « avoir géré les comptes de la famille Ben Laden. Il aurait gardé des traces de ces opérations, conservées par des proches à l’étranger » (in La traque du corbeau dans Le Monde)[19]. Certaines de ses informations se révèleront sérieuses et exactes. Philippe Rondot le présente à son tour à Alain Juillet, directeur du renseignement de la DGSE et neveu de Pierre Juillet, proche conseiller de Georges Pompidou et de Jacques Chirac[18].
- Début février 2003 : Philippe Rondot, le CROS de Michèle Alliot-Marie et la DGSE confient à Imad Lahoud (nom d’espion « Typhose ») une mission sur la mouvance Al-Qaïda et son financement[20]. Trois missions sont organisées au Liban qui resteront sans suite.
- 27 février 2003 : Jean-Luc Lagardère, patron du groupe Lagardère et du groupe Matra-Hachette, se fait opérer de la hanche à la clinique du Sport, dans le XIIIe arrondissement de Paris. Tout se déroule normalement[21].
- 7 mars 2003 : Jean-Luc Lagardère, bien que légèrement fatigué, dîne en famille avec un de ses voisins, le célèbre couturier Emanuel Ungaro, et son épouse, ainsi que Marie-Laure de Villepin, la femme du ministre des Affaires étrangères Dominique de Villepin[22].
- 8 mars 2003 : Le patron de Matra est retrouvé inerte sur le sol de sa chambre à coucher. Il a arraché son pyjama, sans avoir eu le temps d'appuyer sur la sonnette d'alarme, directement reliée au commissariat. Jean-Luc Lagardère a sombré dans un coma dont il ne sortira jamais[22].
- 14 mars 2003 : Mort de Jean-Luc Lagardère après plusieurs jours d'hospitalisation dans le service de réanimation de l'hôpital Lariboisière. Le Pr Didier Payen évoque une encéphalomyélite aigüe auto-immune. Des rumeurs d'assassinat courent dans les milieux de l'armement et chez EADS. Une enquête préliminaire est ouverte par le procureur de la République de Paris[23].
- Mars 2003 : Par l’intermédiaire du journaliste Éric Merlen, qui travaille depuis plus de vingt ans sur des affaires politico-financières françaises et qui est actuellement conseiller de Michel Destot, député maire de Grenoble, Imad Lahoud entre en contact avec Denis Robert et Pascal Lorent (réalisateur de deux films sur Clearstream)[24]. Selon Denis Robert, Imad Lahoud se serait présenté comme victime du système de dissimulation de transactions mis en place par Clearstream[25]. Denis Robert détient un certain nombre de listings informatiques de comptes de Clearstream en date de 2001, confiés par Florian Bourges, qui fit partie d'une équipe d'audit de Clearstream par le cabinet Arthur Andersen. Ces longues listes informatiques recensent plus de 12 000 clients de Clearstream. Un autre cédérom en recense plus de 33 000[11]. Denis Robert affirme les avoir remis à Imad Lahoud devant témoin. Imad Lahoud ne conteste pas les avoir vus, mais nie les avoir conservés ou utilisés[26].
- Mars 2003 : Imad Lahoud confie les listes de comptes Clearstream aux services de la DGSE[27].
- 2003 : L'auditeur d'Arthur Andersen, Florian Bourges, est mis en relation avec Imad Lahoud par Denis Robert[28]. Ils se seraient rencontrés trois fois, dont une fois en septembre 2003.
- Mai 2003 : La DGSE juge sans intérêt les listes de noms de personnes censées détenir des comptes à Clearstream. La DGSE cesse toute collaboration avec Imad Lahoud[29].
- Début juin 2003 : Le général Philippe Rondot aurait sollicité Imad Lahoud pour qu'il continue ces missions jusqu'en juin 2004[30]. Imad Lahoud entre dans le centre de recherche CRC du groupe aéronautique EADS (EADS Corporate Research Centre), pour y développer des produits de cryptage et de décryptage des transmissions.
- 3 juillet 2003 : Denis Robert présente à Imad Lahoud sa source, Florian Bourges, l'auditeur d'Arthur Andersen qui lui a transmis le listing de 33 000 comptes d'octobre 2001. La rencontre a lieu au Palais de justice de Paris, lors d'un procès en diffamation opposant Denis Robert à Clearstream. Imad Lahoud reverra Florian Bourges trois fois et obtiendra de lui d'autres documents informatiques.
- Juillet 2003 : Denis Robert apprend, en lisant dans Marianne un article sur le financement du terrorisme islamiste, qu’Imad Lahoud travaille pour la DGSE.
- Juillet 2003 : Le général Philippe Rondot supervise l'opération avortée qui vise à récupérer Íngrid Betancourt en Colombie, sous la direction de Dominique de Villepin, ministre des Affaires étrangères[19].
- Septembre 2003 : Lors d'une rencontre avec Florian Bourges, Imad Lahoud fait une copie de plusieurs dizaines de fichiers sur l'ordinateur de M. Bourges grâce à une clé USB biométrique qui reconnaît l’empreinte digitale. Selon Florian Bourges, il dit travailler pour la DGSE (Le Monde du 9 juin 2006)[31].
- Septembre 2003: Imad Lahoud affirme à Denis Robert qu'il travaille pour la DGSE sur le financement d'Al-Qaïda, traités directement par Philippe Rondot, conseiller pour le renseignement et les opérations spéciales (CROS) de Michèle Alliot-Marie et Alain Juillet, directeur du renseignement à la DGSE[31].
- Octobre 2003 : Jean-Louis Gergorin signale au général Philippe Rondot, chargé de la coordination du renseignement au cabinet du ministère de la Défense, qu'Imad Lahoud a mis au jour une « vaste entreprise de corruption à des fins de déstabilisation, affectant nos services de renseignement, certaines sociétés et le monde politique »[32].
- 9 et 30 octobre 2003 : Philippe Rondot rend compte succinctement à Philippe Marland, directeur de cabinet du Ministre de la défense, Michèle Alliot-Marie[33].
- 5 et 23 novembre 2003 : Jean-Louis Gergorin aurait remis au général Philippe Rondot un listing informatisé comportant des noms, des numéros de comptes et mouvements de fonds liés aux commissions dans l’affaire des frégates de Taïwan. Des noms de personnalités politiques apparaissent sur la liste des bénéficiaires : Nicolas Sarkozy (appelé Bocsa et Nagy), Michel Rocard, Dominique Strauss-Kahn, Laurent Fabius ainsi que Alain Madelin[34]. Gergorin aurait expliqué que le listing provient de la pénétration du système informatique de Clearstream par l'informaticien Imad Lahoud.
- 5 novembre 2003 : Philippe Rondot décide d'engager une opération pour vérifier les assertions d'Imad Lahoud et Jean-Louis Gergorin[32].
- 14 novembre 2003 : Philippe Rondot fait part de l'existence de cette liste à Philippe Marland, directeur de cabinet du ministre de la défense, Michèle Alliot-Marie[32].
- 15 novembre 2003 : Dix jours après la remise des listes par Jean-Louis Gergorin, Philippe Marland ordonne une enquête interne du ministère de la Défense sur ces documents confiée à Philippe Rondot par Philippe Marland[35]. Cependant, la véracité de cette liste étant douteuse, ce dernier ne devra enquêter que sur les personnalités non politiques de ce listing (des hauts fonctionnaires). Rapidement, Rondot arrivera à la conclusion que les listes ont été montées par un affabulateur. Il en avertit le ministre de la Défense début 2004. Malgré les doutes de Philippe Rondot, Jean-Louis Gergorin alerte Dominique de Villepin.
- Décembre 2003 : Le général Philippe Rondot est en mission au Liban.

## 2004
- 1er janvier 2004 : Jean-Louis Gergorin rencontre seul Dominique de Villepin au Ministère des Affaires étrangères. Il lui demande de saisir la DGSE, comme le souhaite le général Rondot. Il déclarera devant les juges en juillet 2007: « Il m’a dit que ce n’était pas à lui d’apprécier mais m’a demandé une note courte et synthétique qui lui permettra d’en parler au Président de la République. » « J’ai rédigé cette note conjointement avec Imad Lahoud » a expliqué Jean-Louis Gergorin, qu’il dit « avoir déposé en main propre à l’assistante de Dominique de Villepin » au ministère des Affaires étrangères[36].
- 4 janvier 2004 : Imad Lahoud envoie une note intitulée "DDV", initiales de Dominique de Villepin[37]. Selon le livre Clearstream, l'enquête de Denis Robert cette note provient de l'ordinateur de Jean-Louis Gergorin. Elle contient des explications techniques que l'on retrouve dans la première lettre du corbeau de mai 2004. Il s'agit d'un mémo probablement réalisé en prévision de la rencontre du 9 janvier 2004.
- 9 janvier 2004 : Selon des extraits de son audition du 28 mars 2006 publiés par Le Monde (29 avril 2006), le général Philippe Rondot aurait été « convoqué » par Dominique de Villepin au Ministère des Affaires étrangères en présence de Jean-Louis Gergorin, qui aurait sorti de sa poche un listing Clearstream[38]. Selon sa déposition de juillet 2007, Dominique de Villepin a commencé la réunion en disant : « c’est une affaire grave sur laquelle le Président de la République a pris la décision de confier au général Rondot une enquête pour vérifier la réalité de l’ensemble des listings impliquant des personnalités de toute nature. » « Cette enquête devra être conduite dans le secret le plus absolu, le général Rondot ne devant rendre compte qu’au Président de la République lui-même. » [36] Selon Dominique de Villepin, cette enquête confidentielle visait à « faire procéder aux vérifications nécessaires » à la suite de « rumeurs » évoquant le versement de commissions en 1991 en marge de l'affaire des frégates de Taïwan et de faire respecter la Convention de l'OCDE contre la corruption signée par la France en 2000[39]. Cette demande ne visait aucun homme politique, car les noms de « personnalités » ne seraient apparus parmi les bénéficiaires prétendus de fonds occultes qu'« au printemps 2004 », dans les lettres anonymes adressées au juge Renaud Van Ruymbeke.
- 12 janvier 2004 : le général Philippe Rondot rend compte à Philippe Marland et prévient Dominique de Villepin dans une courte lettre qu’il va enquêter mais le met en garde sur la crédibilité douteuse des documents[40].
- 13 janvier 2004 : Imad Lahoud remet au général Philippe Rondot le premier «listing» annoncé par Jean-Louis Gergorin[41]. Il n'y a qu'une trentaine de noms, parmi lesquels ceux de membres des services secrets, anciens ou en service, de fonctionnaires des ministères. C'est sur eux que la première enquête va porter. Philippe Rondot demande à Imad Lahoud de poursuivre la pénétration des fichiers de Clearstream. À deux reprises, l'informaticien opère en sa présence et semble rentrer devant lui dans le système Clearstream. Convaincu des capacités d'Imad Lahoud, il doute en revanche du contenu des fichiers.
- 21 janvier 2004 : Pascal Mailhos, préfet délégué à la sécurité à Rennes, s’installe à la tête des Renseignements généraux (RG) et succède à Yves Bertrand, policier ayant dirigé les RG pendant 12 ans. Le numéro deux des RG, Bernard Squarcini, proche de Nicolas Sarkozy, est également écarté[42].
- 28 janvier 2004 : la mission du général Philippe Rondot est signalée à Philippe Marland, le directeur de cabinet de Michèle Alliot-Marie[40]. De février 2004 à juillet 2004, le général Rondot poursuit ses vérifications à partir des documents informatiques livrés par Imad Lahoud et ses doutes s'accroissent. Ses investigations n'ont donné aucun résultat, notamment auprès de correspondants dans les banques suisses[32]. À aucun moment, les personnels du ministère de la Défense cités dans cette liste, comme l'ancien créateur et directeur du renseignement militaire (DRM), le général Jean Heinrich, ne sont avertis; pas davantage que certains hauts responsables des Renseignements généraux ou de la DST.
- 30 janvier 2004 : Le général Philippe Rondot écrit dans son carnet que le ministre de la défense "a très mal pris la décision du président que je traite en direct cette opération sans lui rendre compte"[43].
- 2 février 2004 : une note dactylographiée intitulée «Opération Reflux (1)» du général Philippe Rondot datée de ce jour contient les mentions suivantes : Opération réservée PR - Exemplaire unique - Diffusion interdite. À l'audience du 6 octobre 2009, le général Philippe Rondot a indiqué que cette mention "diffusion interdite" signifie que le destinataire ne doit pas diffuser cette note. Le général confirmera l'avoir détruite en juillet 2004 «après en avoir obtenu l’accord de Dominique de Villepin». Elle sera exhumée le 27 juin 2007 après avoir été reconstituée par des experts lors de l'analyse de la mémoire cachée de son iPAQ[44].
- 24 février 2004 : dans une lettre sur papier à en-tête d'EADS adressée à Pierre Georges Sava, directeur du Centre de recherche d'EADS (CRC, Corporate research centre), Jean-Louis Gergorin se présente comme chargé d'une mission par le général Rondot : « Objet : mission du ministère de la défense. J'ai l'honneur de vous informer que dans le cadre d'une mission qui m'a été confiée par le général Philippe Rondot, conseiller du ministre de la défense pour le renseignement et les opérations spéciales, je fais appel à l'expertise de M. Imad Lahoud, consultant de "Stratégie Coordination" qui, à ma demande, travaille dans les locaux du CRC-Suresnes », écrit M. Gergorin. « Cette mission, précise-t-il, étant couverte par le secret de défense nationale et s'inscrivant dans le cadre de la lutte antiterroriste, je vous demande, en conservant une discrétion totale sur cette instruction écrite, de veiller à ce que M. Lahoud puisse travailler dans de bonnes conditions et à me signaler immédiatement tout incident qui entraverait ce travail. » Le vice-président d'EADS ajoute : « En cas d'impossibilité, prévenir immédiatement le général Philippe Rondot qui est joignable 24 heures sur 24 par l'officier de permanence au cabinet du ministre de la défense, en spécifiant à celui-ci que vous voulez joindre le général Rondot à ma demande. »[45].
- 11 mars 2004: Pierre Brochand, directeur de la DGSE, signifie à Philippe Rondot son impossibilité d'enquêter sur les faux-listings Clearstream.
- 16 mars 2004: Dernière rencontre entre le général Philippe Rondot et Imad Lahoud[46].
- 17 mars 2004: Une note dactylographiée intitulée «Opération Reflux (2)» du général Philippe Rondot datée de ce jour contient les mentions suivantes : Opération réservée PR - Exemplaire unique - Diffusion interdite. Selon le général Philippe Rondot, cette note d'étape est à usage strictement personnel. Le général confirmera l'avoir détruite en juillet 2004 «après en avoir obtenu l’accord de Dominique de Villepin».  Elle sera exhumée le 27 juin 2007 après avoir été reconstituée par des experts lors de l'analyse de la mémoire cachée de son iPAQ[44]. Pourtant, auparavant, elle se retrouve sur le site france-info le 16 mai 2006[46]. Sur la note, on y distingue un tampon du 17 mai 2004 et le journaliste affirme que la note est signée pouvant laisser supposer que cette note a bien eu un destinataire.
- 23-24 mars 2004 : dans le cadre d'une plainte de Gérard Sillam relative des malversations financières, Imad Lahoud est interpellé. Il fait l'objet d'une fouille à corps qui permet de trouver dans une de ses poches la lettre manuscrit du 24 février 2004 de Jean-Louis Gergorin à entête d'EADS adressée à M. Sava, directeur d'EADS, selon laquelle Lahoud était investi d'une mission dans le cadre de la lutte antiterroriste au profit du général Rondot. Pour Philippe Rondot, cette lettre est la preuve de son instrumentalisation par le couple Imad Lahoud-Jean-Louis Gergorin . Par ailleurs, Dominique de Villepin, prévenu, intervient personnellement auprès de Philippe Rondot pour faire libérer Imad Lahoud[47].
- 29 mars 2004 : Selon le général Philippe Rondot, cet « incident » (la découverte de la lettre du 24 février 2004) lui prouve que Jean-Louis Gergorin et Imad Lahoud l'ont « instrumentalisé » pour « couvrir leurs activités ». Dans une note à Philippe Marland en date du 29 mars 2004, le général dément que les deux hommes aient eu la caution du ministère de la défense. Dans une note de ce jour, il déclare "Quelques instants plus tard, dit-il, je recevais un appel de Dominique de Villepin me priant de faire le nécessaire pour qu'Imad Lahoud soit libéré."[48].
- 31 mars 2004 : un remaniement a lieu au sein du gouvernement de Jean-Pierre Raffarin. Nicolas Sarkozy devient ministre de l'économie tandis que Dominique de Villepin le remplace comme ministre de l'intérieur[49].
- 14 avril 2004: Le matin, Jean-Louis Gergorin tient « une réunion de mise au point » avec le général Philippe Rondot, qui lui fait part de ses « doutes » sur la véracité des listings.
- 14 avril 2004: Jean-Louis GergorinIl rencontre l’avocat Thibault de Montbrial dans la perspective de faire parvenir les listings au juge Renaud Van Ruymbeke[50].
- 14 avril 2004 : Selon Le Canard enchaîné du 10 mai 2006, le juge Renaud Van Ruymbeke rencontre Thibault de Montbrial, l'avocat de Jean-Louis Gergorin[51]. Il lui explique que son client a des révélations à lui faire sur les rétrocommissions des frégates de Taiwan. Un rendez-vous secret est organisé pour le 30 avril 2004.
- 14 avril 2004 : Jean-Louis Gergorin est fait officier de l'ordre national du Mérite par Alain Richard, ancien ministre de la Défense, dans le bureau de Dominique de Villepin[52].
- 21 avril 2004 : Une note numéro 447 du général Philippe Rondot est destinée à Michèle Alliot-Marie, ministre de la Défense. Le texte résume l'affaire, titré par une question : « Existence d'une vaste entreprise de corruption et de déstabilisation ? ».
- 24 avril 2004 : Philippe Marland, directeur de Cabinet de Michèle Alliot-Marie, adresse la note numéro 447 du général Philippe Rondot à Michèle Alliot-Marie en ajoutant une note dactylographiée introductive : « Madame la ministre, j’ai demandé au général Rondot de vous faire cette note malgré l’embarras dans lequel l’ont mis les instructions du président de la République de ne se référer qu’à lui-même dans cette ténébreuse affaire […]. »[35].
- 28 avril 2004 : Une rencontre entre Jean-Louis Gergorin et le juge Renaud Van Ruymbeke, est organisée par l'intermédiaire de Thibault de Montbrial. Jean-Louis Gergorin  montre ses notes concernant les rétrocommissions supposées de l'affaire des frégates de Taiwan en citant Alain Gomez, Philippe Delmas, Gilbert Flam et en donnant les numéros de compte (sans en identifier les détenteurs) de Gilbert Flam, Jean-Jacques Martini, Bernard Squarcini et Alain Chouet. Le nom du Russe Mikhaïl Khodorkovski a également été cité[53]. Craignant pour sa vie, Jean-Louis Gergorin refuse de faire une déposition. Le juge lui demande donc de rédiger le contenu de ses informations sur une lettre anonyme[54]. Ils se verront secrètement deux ou trois fois entre mars et avril 2004.
- 3 mai 2004 : Thibault de Montbrial, l'avocat de Jean-Louis Gergorin, remet au juge Renaud Van Ruymbeke une première lettre anonyme (Envoi 1). Il s'agit de deux feuillets tapés à la machine qui commence en ces termes : « Monsieur le juge, je vous écris pour vous informer de l'existence d'un groupe mafieux comportant au moins deux personnes auxquelles vous vous intéressez et qui commencent à étendre, en France, des méthodes de corruption et de prédation qui ont fait tant de mal à la Russie dans les années 1990 »[55]. Au milieu d'oligarques russes, trois Français sont cités : Alain Gomez, ancien PDG de Thomson-CSF (devenu Thales), Pierre Martinez, un de ses anciens collaborateurs et ex-patron de la brigade financière de la police judiciaire, et Philippe Delmas, vice-président d'Airbus et bras droit de Noël Forgeard[56]. La lettre anonyme cite des numéros de comptes bancaires.
- 4 mai 2004: Lors d'un entretien, Jean-Louis Gergorin informe le général Philippe Rondot que, après avoir reçu des instructions huit jours auparavant de Dominique de Villepin, il avait été "décidé de parler au juge Renaud Van Ruymbeke"[57].
- 7 mai 2004 : Philippe Delmas, vice-président d'Airbus est interpelé lors d'une visite des chaînes de montage de l'Airbus A380 en compagnie du premier ministre Jean-Pierre Raffarin[58]. Son domicile est perquisitionné et ses ordinateurs auscultés. Rien ne sera retenu contre lui. Il porte plainte le 3 septembre 2004 pour dénonciation calomnieuse[59].
- 11 mai 2004 : Philippe Rondot rend compte au ministre de la Défense Michèle Alliot-Marie de la rencontre secrète du 30 avril 2004 entre le juge Renaud Van Ruymbeke et Jean-Louis Gergorin. Il y commentant sa note générale n'447 du 21 avril 2004, concernant - l'existence d'une "vaste entreprise de corruption et de déstabilisation". Mais, il avertit qu'il n'y aucune preuve de véracité des listings. À propos de ce rendez-vous, il dira devant les juges le 4 juillet 2007 : "J'ai rapporté à Mme Alliot-Marie ce que M. Gergorin m'avait dit de ses contacts avec le juge Van Ruymbeke, c'est-à-dire que M. Gergorin lui avait remis une lettre anonyme comme il l'avait décrit.", ce que nie Michèle Alliot-Marie[60] . Selon lui, il fait également lire à Philippe Marland, le directeur de cabinet de Mme Alliot-Marie, les notes mentionnant l'éventuelle implication de M. de Villepin dans la manipulation. Ces notes seront détruites avec l'assentiment de ce dernier[44].
- 14 mai 2004 : Une dépêche de l'AFP révèle que le juge Renaud Van Ruymbeke a reçu une lettre anonyme citant des comptes bancaires détenus par des personnalités bénéficiant de rétrocommissions en marge de la vente des frégates à Taïwan (Affaire des frégates de Taiwan)[61].
- 19 mai 2004: Un entretien a lieu entre Jean-Louis Gergorin et le ministre de l'Intérieur Dominique de Villepin. Selon une note du général Philippe Rondot, celui-ci se serait montré à la fois "jubilatoire mais surtout soucieux de ne pas apparaître dans le scénario". Le ministre de l'Intérieur aurait dit à Jean-Louis Gergorin "qu'il ne pouvait rien faire car son environnement est pourri."[62].
- 24 mai 2004: Selon le général Rondot et Imad Lahoud, Denis Robert dîne avec le juge Renaud van Ruymbeke, qui lui aurait révélé "qu'il les tenait tous cette fois-ci" . Le général Rondot note: "Le juge Renaud VAN RUYMBEKE compte entretenir l'attention en alimentant la presse : il est prévu la parution d'un article dans l'hebdomadaire "Le Point" "[53]. Des perquisitions ont lieu chez Philippe Delmas, Pierre Martinez et chez la sœur d’Alain Gomez. Le juge pense avoir établi le lien entre le Luxembourg et la Suisse, s’agissant de la dualité des comptes et pourrait mettre en cause des policiers au Luxembourg et en France.
- 26 mai 2004:  Une note dactylographiée intitulée «Opération Reflux (3)» du général Philippe Rondot datée de ce jour indique les mentions suivantes : Opération réservée PR - Exemplaire unique - Diffusion interdite. Le général confirmera l'avoir détruite en juillet 2004 «après en avoir obtenu l’accord de Dominique de Villepin». Elle sera exhumée le 27 juin 2007 après avoir été reconstituée par des experts lors de l'analyse de la mémoire cachée de son iPAQ. Dans cette note, le général écrit que Jean-Louis Gergorin lui a confié quelques jours plus tôt qu'il avait transmis les courriers anonymes au juge Renaud Van Ruymbeke à la demande de Dominique de Villepin, alors ministre de l'intérieur. Il écrit aussi : "Le 11 mai, j'ai rendu compte au ministre de la défense (Michèle Alliot-Marie) de ce dernier développement."[63].
- 31 mai 2004 : Un premier article de presse sur le corbeau de Clearstream est publié dans L'Express par Jean-Marie Pontaut et Gilles Gaetner. Alain Gomez et Philippe Delmas sont cités comme cible. Quand les auteurs demandent « Qui est le corbeau ? » à Philippe Delmas, celui leur répond dès 2004 : « C'est facile, il n'y a qu'à lire le listing, les noms qui y figurent sont tous des ennemis de Gergorin. »
- 9 juin 2004 : depuis Lyon, un corbeau adresse au juge Renaud Van Ruymbeke une deuxième lettre et un CD-ROM contenant un listing de 16 121 comptes Clearstream ouverts en avril 2000[64],[65]. Aucun nom de particulier n'est cité (Envoi 2).
- Mi-juin 2004 : Le juge d'instruction Renaud Van Ruymbeke demande l'aide de Denis Robert, auteur de deux ouvrages sur Clearstream, Révélation$ et La Boîte noire.
- 14 juin 2004 : une troisième lettre anonyme intitulée Le bal des crapules parvient au juge Van Ruymbeke (Envoi 3). Il jure que, depuis son premier envoi, « Clearstream a organisé l'exode des crapules : 895 comptes non publiés ont été fermés en bloc le 12 mai 2004, les soldes considérables correspondants étant transférés à des paradis fiscaux classiques ». À cette lettre dactylographiée est joint un listing sur papier de 19 pages[22]. On y trouve pêle-mêle des gens connus au profil très différent : Alain Minc, Jean-Jacques Martini, le général Jean Heinrich, Serge de Klebnikoff, Pierre-Philippe Pasqua, Jean-Charles Marchiani, Pierre Falcone, Arcadi Gaydamak, Andrew Wang, Bernard Squarcini, ex-directeur adjoint des RG, des membres de l'état-major d'EADS et une nouvelle fois, Alain Gomez, Philippe Delmas et Mikhaïl Khodorkovski. Mais, surtout apparaissent plus ou moins clairement des noms d'hommes politiques de droite ou de gauche : Stéphane Bocsa et de Paul de Nagy, titulaires de deux comptes à la Banca Popolare di Sondrio, une petite ville italienne de la Riviera. Ces patronymes correspondent à ceux de Nicolas Sarkozy (Nicolas, Paul, Stéphane Sarkozy de Nagy-Bocsa) ou de son père (Paul Sarkozy de Nagy-Bocsa) ; ainsi que Dominique Strauss-Kahn, Jean-Pierre Chevènement, Alain Madelin. Ils auraient, selon le corbeau, perçu via Clearstream des fonds occultes, liés notamment à la vente par Thomson-CSF, en 1991, de six frégates à Taïwan (affaire des frégates de Taïwan).
- 17 juin 2004 : La presse fait état de la réception par le juge Renaud Van Ruymbeke d'une troisième lettre anonyme sous la forme d'un CD-ROM[66]. Il lui a été adressée, à sa demande, par Jean-Louis Gergorin.
- 19 juin 2004 : Le Figaro publie les articles Le Mystérieux Cédérom qui accuse Clearstream et Clearstream : Enquête sur un éventuel blanchiment rendant l'affaire publique.
- 24 juin 2004 : Imad Lahoud rencontre Denis Robert. Il lui fait part de la présence d'hommes politiques français sur les listings Clearstream (Jean-Pierre Chevènement, Dominique Strauss-Kahn, Alain Madelin). Il évoque également Nicolas Sarkozy. (in "Clearstream, l'enquête". Les Arènes, 2006)
- 29 juin 2004 : un second entretien a lieu entre Jean-Louis Gergorin et le juge Renaud Van Ruymbeke. À sa suite, Jean-Louis Gergorin aurait envoyé, de manière anonyme, un deuxième cédérom relatant des transactions financières[67]. (Le Nouvel Observateur du 18 mai 2006)
- Fin juin 2004 : des commissions rogatoires internationales partent à l'étranger, en particulier à Sondrio, en Italie, via le parquet financier de Milan. Elles ne reviendront au juge qu'après 14 mois, bien que la banque italienne ait répondu en deux semaines.
- 30 juin 2004: Note dactylographiée intitulée «Opération Reflux (4)» du général Philippe Rondot datée de ce jour contient les mentions suivantes : Opération réservée PR - Exemplaire unique - Diffusion interdite. Le général confirmera l'avoir détruite en juillet 2004 «après en avoir obtenu l’accord de Dominique de Villepin». Elle sera exhumée le 27 juin 2007 après avoir été reconstituée par des experts lors de l'analyse de la mémoire cachée de son iPAQ.
- Juillet 2004 : le général Philippe Rondot donne aux services suisses un exemplaire du listing expurgé de ses noms politiques et trois numéros de comptes prétendument détenus par des membres des services secrets français dans des banques suisses. Réponse trois jours plus tard : la liste est fausse, les comptes n'existent pas[68].
- 5 juillet 2004 : Dominique de Villepin, ministre de l'intérieur, confie une enquête à la DST sur l'affaire Clearstream 2[69]. Il a dissimulé au service de contre-espionnage la connaissance précise qu'il en avait par le général Philippe Rondot, auquel il avait demandé une enquête le 9 janvier 2004.
- 6 juillet 2004 : Renaud Van Ruymbeke entends comme témoin Jean-Louis G., le directeur juridique de la BNP Paribas. Devant ce témoin, le juge cite quatre numéros de comptes livrés par le corbeau, les numéros 89 463, 89 471, 89 472 et 89 473, ouverts à la BNP Paribas Panama. « La lettre anonyme mentionne ces quatre comptes. Ont-ils existé ? », questionne le magistrat. Le directeur juridique de BNP Paribas, qui lui a confirmé l'authenticité d'une dizaine de numéros de comptes, donnés par le « corbeau », que la banque française posséderait chez Clearstream mais le banquier refuse de donner l’identité du bénéficiaires de ces comptes : « Les informations relatives à ces comptes sont couvertes par le secret professionnel. Je ne puis que confirmer, à votre demande, les intitulés et les dates d'ouverture que vous m'avez cités. Je ne peux pas vous en dire plus. ». Renaud Van Ruymbeke envoie une première commission rogatoire à Chypre pour vérifier si Dominique Strauss-Kahn est bénéficiaire d'un compte à la Russian Bank. DSK écrira à Van Ruymbeke pour l'assurer qu'il n'avait aucun compte à Chypre. Le juge a également envoyé au Luxembourg une commission rogatoire citant Alain Madelin[70].
- 6 juillet 2004 : Philippe Rondot informe de l'absence de preuve de véracité des listings .
- 8 juillet 2004 : le magazine Le Point publie un article intitulé Frégates : L'affaire d'État qui fait trembler toute la classe politique[71]. L’article contient plusieurs numéros de comptes supposés de Clearstream. Pour la première fois, l'article mentionne des ministres et anciens ministres sans préciser de noms[69]. Le Point et Denis Robert sont poursuivis à la suite de cet article, mais gagnent le procès. Franz-Olivier Giesbert, directeur du « Point », pourrait avoir été manipulé soit par François Pinault, propriétaire du journal et proche ami de Jacques Chirac, soit par Dominique de Villepin lui-même.
- 9 juillet 2004 : dans un communiqué, la société luxembourgeoise Clearstream nie les accusations : elle « rejette catégoriquement les informations récentes publiées dans les médias, qui présentent de façon inexacte les activités de la société. » Clearstream affirme que « la plupart des comptes » figurant dans l'article du Point « ne sont pas des comptes de Clearstream », en soulignant que « les personnes privées n'ont pas la possibilité de devenir clientes chez nous »[66].
- 9 juillet 2004 : dans une note, un responsable de la DST, relatant les confidences d'une « source », entrevoit « une entreprise de déstabilisation du groupe EADS, voire de l'ensemble du secteur aéronautique et de défense français ». Il ajoute : « L'ampleur et la diversité des noms cités incitent à la plus grande prudence. »[72] Lors de son enquête, la DST observe que la perspective d'une fusion entre EADS et Thales provoquait de vives tensions au sein du groupe franco-allemand ainsi que chez Airbus, accentuant notamment l'inimitié notoire que se voue Jean-Louis Gergorin et Philippe Delmas.
- 12 juillet 2004 : Alain Madelin dément au micro de Jean-Michel Aphatie sur RTL, détenir un compte chez Clearstream.
- 13 juillet 2004 : le juge Renaud Van Ruymbeke transmet au parquet de Paris les deux courriers anonymes parvenus à son cabinet. Le parquet de Paris ouvre immédiatement une enquête préliminaire[73]. Les juges Jean-Marie d'Huy et Henri Pons tentent d'identifier les auteurs de cette manipulation survenue en période pré-électorale. Une demande d'entraide judiciaire est formulée, le même jour, auprès du parquet du Luxembourg. Le parquet de Paris souhaite, dans un premier temps, mieux comprendre le fonctionnement de Clearstream, qui fait déjà l'objet, depuis trois ans, d'une enquête judiciaire au Luxembourg.
- 13 juillet 2004 : une note de la DST se conclut ainsi : « Des listings anciens, sortis (…) de la structure bancaire -Clearstream-, auraient pu être récupérés, voire manipulés, par le ou les corbeaux. » À lire les pièces versées au dossier d'instruction, il semble que les agents du contre-espionnage n'ont jamais souscrit à la thèse d'un réseau de financement occulte mêlant politiques, industriels, hauts fonctionnaires, sociétés-écrans et individus issus ou proches du crime organisé. Mais aucune des notes communiquées n'est affirmative sur l'identité du ou des expéditeurs anonymes des listings, même si le nom de Jean-Louis Gergorin, vice-président d'EADS, y est souvent mis en avant[72].
- Mi-juillet 2004 : selon Franz-Olivier Giesbert (in La Tragédie du Président, 2006), Dominique de Villepin aurait dit en juillet 2004 à Jean-Pierre Raffarin à propos des fichiers Clearstream : « Sarkozy, c'est fini. Si les journaux font leur travail, il ne survivra pas à cette affaire-là »[74]. Nicolas Sarkozy, quant à lui, est convaincu d’être l'objet d'une opération de déstabilisation fomentée par le cabinet noir de l'Élysée, en particulier par Yves Bertrand, ancien directeur des Renseignements généraux, et Philippe Massoni, ancien préfet de police de Paris, patron du Conseil de sécurité intérieure. Croisant ce dernier dans les couloirs de l'Élysée, Sarkozy lui aurait même lancé : « Il va y avoir du sang sur les murs et il n'y aura pas besoin de chercher l'ADN pour savoir que ce sera le tien ! »[75].
- 19 juillet 2004 : le général Philippe Rondot revoit Dominique de Villepin, ministre de l'Intérieur. Rondot écrit sur son carnet à cette date et confirme à l'audience que Villepin a bien prononcé : « Si nous apparaissons, le PR et moi, nous sautons… ». « J'ai résumé le contenu de ces quatre notes à Dominique de Villepin », a expliqué le général Rondot sur procès-verbal le 26 juin 2007. « Dominique de Villepin me donne son accord pour la destruction de quatre notes et de la disquette ». Ces quatre notes « Opération Reflux » (datées du 2 février, 14 mars, 26 mai, 30 juin 2004) sont effacées de l'ordinateur du général Rondot par sa nièce, Stéphane Q. Ces fichiers seront exhumés par une expertise informatique, le 27 juin 2007, trois ans plus tard.  Le ministre de l'intérieur donne alors mission à la direction de la surveillance du territoire d'enquêter sur le dossier mais sans l’avertir de l’enquête lancée depuis sept mois par le général Rondot. Deux semaines plus tard, ce dernier aura la conviction que les listings sont faux.
- 27 juillet 2004 : le général Philippe Rondot conclut à l'absence d'implication des personnels de la Défense et des services secrets et en avertit le ministère de la Défense, après ses notes du 11 mai 2004 et 6 juillet 2004[40].
- 27 juillet 2004 : une nouvelle rencontre a lieu entre Imad Lahoud et Denis Robert. Imad Lahoud lui réaffirme avoir hacké le système informatique de Clearstream. (in Clearstream, l'enquête, Les Arènes, 2006). Il emmène Denis Robert au centre de recherche d'EADS, lui fait écouter des écoutes sauvages de dirigeants de la société de conseil en haute technologie Altran, mais ne peut lui démontrer un hacking.
- Fin juillet 2004 : le milieu industriel s'emballe au sujet d'un nouvel envoi anonyme : il s'agit cette fois d'un listing dans lequel figure notamment le nom de Nicolas Sarkozy, l'homme qui, depuis Bercy, doit veiller au rapprochement EADS-Thales.
- Juillet 2004 : Alain Bauer, ancien grand maître du Grand Orient de France, annonce la nouvelle à Jean-Louis Gergorin : la DST, chargée d'une enquête par le ministre de l'Intérieur, l'a désigné comme le mystérieux délateur, comme Philippe Delmas devant le juge Renaud Van Ruymbeke (cf. Marianne, no 396, 20 novembre 2004).
- Août 2004 : Renaud Van Ruymbeke reçoit une quatrième lettre anonyme (Envoi 4).
- Septembre 2004 : le général Philippe Rondot revoit Imad Lahoud et Jean-Louis Gergorin[41]. Il rend à Michèle Alliot-Marie un rapport définitif, reprenant la chronologie de ses démarches de novembre 2003 à fin juin 2004. Dans cette note n'apparaissent ni le nom de Nicolas Sarkozy ni ceux d'autres hommes politiques. Le général exprime ses doutes sur plusieurs points particuliers et conclut à une manipulation. Il précise que cette mission s'est achevée pour lui en juillet 2004. Il cesse de voir Imad Lahoud en septembre 2004.
- 1er septembre et 6 octobre 2004 : citant des sources anonymes, la DST assure dans deux notes blanches non signées et sans en-tête que « le nom de Jean-Louis Gergorin est abondamment cité comme étant le corbeau de l'affaire »[76]. La balle est donc dans le camp de la DST car, si la DST a réellement identifié un corbeau, son directeur se doit, en vertu de l'article 40 du code de procédure pénale, de « dénoncer le délit ». Une éventuelle transmission des « notes blanches » de ce service – sans valeur judiciaire – est envisagée.
- 2 septembre 2004 : le directeur de la DST Pierre de Bousquet de Florian rencontre, de manière informelle, Jean-Louis Gergorin, qu'il connaît bien. Rendez-vous est pris pour un déjeuner en Bretagne où Gergorin passe ses vacances. Il nie être l'auteur des lettres anonymes, livre des détails sur le différend Airbus-EADS et renouvelle ses accusations contre plusieurs personnalités du monde industriel. Le directeur de la DST note ans un petit carnet les points de la conversation. Il ne rédigera aucun rapport, se contentant de comptes rendus oraux à son ministre.
- 3 septembre 2004 : la manipulation devient évidente. Le parquet du tribunal de Paris ouvre une information judiciaire pour « dénonciation calomnieuse », à la suite d'une plainte avec constitution de partie civile par Philippe Delmas, vice-président d'EADS[77]. Les juges Jean-Marie d'Huy et Henri Pons sont chargés de l'instruction.
- 4 septembre 2004 : un dernier CD-ROM avec 5 000 pages de comptes Clearstream arrive chez le juge Renaud Van Ruymbeke.
- 9 septembre : André Wang assure dans un entretien publié par Le Point, n'avoir « jamais possédé de comptes chez Clearstream ». « Après plus de trois ans et demi d'investigations en France et en Suisse, aucune preuve n'a été découverte », a-t-il ajouté.
- 17 septembre 2004 : le nom de Nicolas Sarkozy apparaît pour la première fois dans un article du Parisien signé Laurent Valdiguié.  « Frégates de Taïwan Le juge enquête sur quatre ministres »[78].
- 21 septembre 2004 : un article d’Éric Decouty nommé « L'enquête du juge Van Ruymbeke passe par l'Italie et l'Espagne » est publié dans Le Figaro.
- Septembre 2004 : le général Philippe Rondot revoit Imad Lahoud et Jean-Louis Gergorin. Rondot termine sa mission. Il cesse de voir Imad Lahoud en septembre 2004[41].  Il prépare un rapport définitif à Michèle Alliot-Marie un rapport définitif, reprenant la chronologie de ses démarches de novembre 2003 à fin juin 2004.
- 2 octobre 2004 : Renaud Van Ruymbeke reçoit une cinquième lettre anonyme (Envoi 5) et cherche un expert informatique. Denis Robert le met en contact avec Florian Bourges, le jeune auditeur d'Arthur Andersen qui avait mis au jour des anomalies dans les comptes de Clearstream et lui avait remis des listings en 2001. Ils se rendent compte que les fichiers diffusés par le corbeau sont les siens, transmis à Denis Robert puis à Imad Lahoud. Les fichiers du CD-ROM porte la signature "Matrix Neo" présente sur les e-mails d'Imad Lahoud ; Florian Bourges identifie sur les fichiers Excel examinés 4 colonnes supplémentaires qu'il avait lui-même rajouté pour annoter les comptes. Par ailleurs, en étudiant tout simplement la section "Propriétés" des fichiers Word échangés entre Imad Lahoud et Denis Robert, Florian Bourges découvre les mentions "EADS headquarters", "Gergorin" ou "Imad". (in Clearstream, l'enquête. Les Arènes, 2006)
- Début octobre 2004 : Nicolas Sarkozy apprend officiellement que la DST enquête sur un supposé compte étranger sans en être informé. Selon plusieurs sources, il serait informé de ce compte supposé depuis juillet 2004, ce qu'il nie.
- 15 octobre 2004 : 19 heures. Une rencontre houleuse a lieu entre Nicolas Sarkozy, ministre de l'Économie, Pierre Bousquet de Florian, le directeur de la DST, et Dominique de Villepin, ministre de l'Intérieur, dans le bureau de ce dernier, place Beauvau. Pierre Bousquet de Florian lit les conclusions de l'enquête de son service écrites sur un carnet à spirale dont il ne se sépare jamais. Le listing est un faux et le corbeau serait Jean-Louis Gergorin. En réalité, de nombreux comptes de Clearstream ont été faussement attribués aux personnalités citées et il s'agit d'une manipulation. Nicolas Sarkozy reproche à Dominique de Villepin de dissimuler à la justice les conclusions d'une enquête de la DST qui l'innocenteraient. Nicolas Sarkozy exige que Pierre Bousquet de Florian aille voir sur-le-champ le procureur de la République de Paris, Yves Bot, pour que la justice soit saisie.
- 16 octobre 2004 : le directeur de la DST prend contact avec le procureur de la République de Paris et conviennent de se voir durant une heure et demie le 25 octobre 2004.
- 19 octobre 2004 : un rapport estampillé « confidentiel défense » signé par le général Philippe Rondot, conseiller pour le renseignement et les opérations spéciales (CROS), est remis à Michèle Alliot-Marie, ministre de la défense[79],[59]. Il conclut qu'il n'y a aucun élément sérieux concernant le listing qui lui a été remis en octobre 2003. Son diagnostic ne souffre aucune ambiguïté : il s’agit d’une manipulation. Dans cette note n'apparaissent ni le nom de Nicolas Sarkozy ni ceux d'autres hommes politiques. Il fait part de la fin de ses investigations sur ce thème à la fin de juillet 2004. Dominique de Villepin en est informé.
- 23 octobre 2004 : dans une note destiné au ministre de l'intérieur Dominique de Villepin, Pierre Bousquet de Florian assure que le travail « discret » de son service n'a pas permis « d'identifier l'origine de cette manipulation ». « Des hommes politiques sont cités sans que rien à ce stade n'ait attesté la réalité des comptes qu'on leur reprocherait de posséder à l'étranger» relève Bousquet. « Pourquoi apparaissent-ils dans cette liste ? Leurs noms n'ont-ils pas été introduits pour donner un retentissement médiatique plus large à l'affaire ? Le dénonciateur s'étant vraisemblablement chargé de saisir certains journaux en même temps qu'il écrivait au juge Van Ruymbeke. »[80] Cette note « Confidentiel Défense » pose quelques questions troublantes, à propos du corbeau : « Aurait-il agi seul ou avec son entourage ? Avec le soutien technique d'une équipe à sa main ? Aurait-il pu être instrumentalisé ? Par qui ? »[81].
- 24 octobre 2004 :une rencontre entre le ministre de l'Intérieur Dominique de Villepin et le CROS Philippe Rondot a lieu. Son objet est de mettre au point une ligne de défense fondée sur la chronologie de l'action menée depuis le 1er octobre 2003. « Je dis que nous n'avons rien à nous reprocher. Je ne me suis intéressé qu'aux personnes […] pouvant avoir un lien avec la Défense et les Services. Les vérifications n'ont pas été [assez] probantes […] pour aller plus loin et alerter la justice. Un juge avait pris en main ce dossier [Van Ruymbeke, en avril 2004]. » À propos du couple Lahoud-Gergorin : « Le risque est que ceux-là essaient de mettre en cause Dominique de Villepin. »[82]
- 25 octobre 2004 : le patron de la DST rencontre le procureur de la République de Paris Yves Bot. Pierre Bousquet de Florian dit ne détenir aucune preuve formelle quant à l'identité du corbeau. Tout au plus des présomptions. Résultat : Bousquet ne peut fournir le moindre rapport sur cette histoire et la justice se trouve dans l’impasse[56]. Jean-Louis Gergorin ne peut pas être poursuivi pour dénonciation calomnieuse mais son nom commence à fuiter dans la presse.
- Début novembre 2004 : la presse dévoile l’existence d’un rapport de la DST sur l'affaire Clearstream 2 dans lequel Jean-Louis Gergorin, vice-président du groupe industriel EADS, figure comme le corbeau supposé de l’affaire[83].

- 3 novembre 2004 : Philippe Delmas est interrogé par le juge d'Huy. Lors de son audition, il indique que cette affaire lui rappelait les accusations émises en juillet 2002 par Der Spiegel, mais qui n'ont jamais été étayées. L'hebdomadaire allemand avait affirmé qu'Airbus avait financé la campagne de Lionel Jospin, via l'agence Euro-RSCG (voir l'article sur l'affaire Airbus). Autrement dit, il n'exclut pas une manipulation provenant d'Allemagne, étant donné que la présidence d'EADS est assurée conjointement par un Allemand et un Français. S'il se refuse à citer nommément celui ou ceux qu'il suspecte d'être à l'origine des envois anonymes au juge Renaud Van Ruymbeke, Philippe Delmas affirme au magistrat que sa mise en cause était vraisemblablement due aux fortes tensions et aux rivalités personnelles existant entre certains dirigeants d'Airbus et ceux du géant franco-allemand de l'aéronautique et de l'armement EADS, qui détient 80 % d'Airbus[84].
- 10 novembre 2004 : soupçonné par le contre-espionnage d'être à l'origine des courriers anonymes adressés depuis le printemps au juge Renaud Van Ruymbeke et s'estimant « gravement » mis en cause, Jean-Louis Gergorin dénonce « une campagne de rumeurs sur fond de manipulations diverses - qui - porte gravement atteinte à -son- honneur et lui cause un important préjudice ». Il affirme n'être « en rien impliqué ni concerné par l'affaire dite "Clearstream" et les manœuvres qui l'entourent »[84].
- 10 novembre 2004 : Nicolas Sarkozy, ministre de l'économie et des finances, demande que le contenu de l’enquête de la DST soit transmis à la justice (Le Monde du 10 novembre 2004). M. de Villepin confirme au Monde l'existence de cette enquête : « Dans la mesure où cette affaire apparaissait susceptible de mettre en cause l'intérêt national, j'ai demandé à la DST de m'apporter tous les éclaircissements possibles »[85]. Le ministre de l'Intérieur dément en revanche toute volonté de dissimulation des résultats de cette enquête, comme le laisse entendre son homologue de l'Économie et des Finances. Dominique de Villepin a également assuré au Monde que « rien de concret ni de probant n'est ressorti de l'enquête de la DST. »[86].
- 12 novembre 2004 : Jean-Louis Gergorin porte plainte[87]. Elle est déposée par Me Paul-Albert Iweins et vise deux délits : « violation du secret professionnel », auquel les policiers de la DST sont astreints, et « faux », M. Gergorin n'excluant pas qu'une version tronquée du rapport circule. Le juge Jean-Marie d'Huy est saisi d'une procédure en « dénonciation calomnieuse ». Une enquête préliminaire est également confiée à la police des polices, l'IGS.
- 10 décembre 2004 : après avoir entendu pendant trois heures Jean-Louis Gergorin, l'IGS  interroge le directeur de la DST, Pierre de Bousquet de Florian.
- 15 novembre 2004 : L'Express publie un long article sur cette affaire d'État. « Y a-t-il eu une manip anti-Sarkozy ? »[88].
- 16 novembre 2004 : dans un entretien au Figaro, Jean-Louis Gergorin nie être le corbeau, comme l'a avancé la DST sans en apporter la preuve. Il annonce qu'il vient de déposer plainte, afin d'avoir accès au rapport de la DST supposé l'accuser. Il pointe du doigt une série de seconds couteaux qui chercheraient à le déshonorer et à entraîner sa chute. « Je ne sais même pas si ce rapport existe, déclare Jean-Louis Gergorin. Mais ce que je sais, c'est qu'un petit nombre de personnes privées s'appuient sur l'existence, réelle ou supposée, de ce rapport pour salir mon honneur. »

- 18 novembre 2004 : le directeur de la DST Pierre de Bousquet de Florian affirme au juge Jean-Marie d'Huy, sur sa demande, que la DST n'a rien découvert sur le corbeau.
- 25 novembre 2004 : nouvelle rencontre entre le CROS Philippe Rondot et le ministre de l'Intérieur Dominique de Villepin. DDV est rassuré : « L'affaire va se dégonfler. Les juges Van Ruymbeke et d'Huy [qui se connaissent] devraient ne pas aller plus loin. ». Il a cependant omis de transmettre à la justice ce qu'il savait dès les premiers jours de 2004[82].
- 29 novembre 2004 : Nicolas Sarkozy abandonne le ministère de l'économie pour la direction du parti de l'UMP. Il est en effet élu le dimanche 28 novembre président de l'UMP avec 85,1% des voix, lors d'un congrès au Bourget[89].
- 9 décembre 2004 : dans une note blanche au ministre de l'Intérieur, Pierre de Bousquet de Florian précise son soupçon sur le corbeau. Il y fait allusion à une rencontre avec un journaliste de L'Express et écrit à propos de ce dernier : « Il aurait aussi l'idée qu'Imad Lahoud, informaticien talentueux et collaborateur proche de Gergorin, pourrait être l'opérateur technique de la première liste fournie au juge. Il ignorerait en revanche les motivations dudit Lahoud, dont il sait le parcours professionnel sinueux et les ennuis judiciaires. Il croit aussi savoir qu'il aurait rencontré le député Alain Marsaud. » Ce dernier niera cette assertion.
- 13 décembre 2004 : L’Express publie « Les coulisses d'une affaire d'État »[22].
- 17 décembre 2004 : c'est l'épilogue de la guerre de succession à EADS. Philippe Camus confirme qu'il quitte la tête d'EADS. « J'ai décidé d'accepter la proposition d'Arnaud Lagardère de revenir à plein temps au sein du groupe Lagardère. Je le remercie de sa confiance et du soutien qu'il m'a toujours accordés ». Le coprésident du groupe européen précise : « Mais j'ai pris cette décision également car je suis convaincu qu'une deuxième étape doit s'ouvrir pour EADS dans l'intérêt de ses actionnaires, ses clients et ses salariés ». Dans un entretien au Figaro du jour, Arnaud Lagardère précise que c'est bien Noël Forgeard, actuel patron d'Airbus, qui prendra la succession de Philippe Camus à la tête du consortium[90]. Ce changement interviendra le 11 mai 2005[91]. Arnaud Lagardère confie à Philippe Camus le développement dans les médias à l'étranger, en particulier aux États-Unis. S'il a été écarté du comité exécutif d'EADS, Jean-Louis Gergorin en demeure vice-président, chargé de la stratégie. Il travaille désormais avec Noël Forgeard. Philippe Delmas s'est vu, lui, refuser toute responsabilité officielle au sein d'EADS. Celui qui fut notamment l'artisan du succès d'Airbus en Chine (vente de 150 A320 en décembre 2005), quittera le groupe à la fin du mois de mars 2006[92].
- Fin 2004 : Imad Lahoud ne donne plus de nouvelles à Denis Robert.

## 2005
- 3 janvier 2005 : L’Express publie un droit de réponse de Jean-Louis Gergorin à l'article du 13 décembre 2004 : « Cet article me présente comme un personnage obsédé par les circonstances du décès de Jean-Luc Lagardère et qui chercherait à se venger de la mafia russe ainsi que de divers ennemis personnels en jouant le rôle peu reluisant de corbeau dans cette affaire. Ces allégations sont aussi fausses qu'absurdes et elles portent clairement atteinte à mon honneur, sans le moindre commencement de preuve. Elles se fondent en effet sur la compilation de rumeurs et de confidences distillées par des structures dénommées dans votre article Cellules de renseignement du monde militaro-industriel, dont le but est manifestement d'intervenir dans le cadre de décisions industrielles en cours, ou envisagées. Je m'en suis déjà expliqué dans une interview donnée au Figaro et j'ai saisi la justice d'une plainte qui a été confiée à l'Inspection générale de la police nationale (IGPN) pour démasquer les auteurs de cette manipulation. »[93].
- 21 janvier 2005 : Le directeur de la DST, Pierre de Bousquet de Florian, est convoqué par le juge Jean-Marie d'Huy en qualité de témoin. Le juge d'Huy cherche à savoir ce que les agents de la DST ont pu découvrir sur le corbeau. Il reconnaît que, début juillet 2004, Dominique de Villepin, ministre de l'Intérieur, lui a demandé « d'essayer de voir ce qu'il y avait derrière » cette affaire. Le patron de la DST précise qu'il n'a pas fait d'enquête parallèle, mais simplement du « renseignement » à la demande du ministre de l'Intérieur Dominique de Villepin. « S'agissant du fond de l'affaire, à savoir si des gens avaient des comptes chez Clearstream, c'est du travail de police judiciaire, qui sort du domaine de compétence de la DST. » Questionné par le juge, le patron du DST précise qu'il n'a fait procéder à « aucune écoute sur les dirigeants d'entreprise ni bien sûr les hommes politiques », comme cela a pu être écrit dans la presse : « Il a été sous-entendu que nous avions pu placer sur écoute M. et Mme Sarkozy, ce qui est délirant. »[80]. Face au juge, il invoque également « le secret de la défense nationale qui couvre la totalité du travail » de la DST[26].
- Février 2005 : une dernière rencontre a lieu entre le général Philippe Rondot et Jean-Louis Gergorin.
- Mars 2005 : le juge Jean-Marie d'Huy saisit la Commission consultative du secret de la défense nationale (CCSDN). Les juges demandent à la ministre de la Défense, Michèle Alliot-Marie, de lever le secret défense sur les documents de la DST liés à l’affaire du « corbeau ». Michèle Alliot-Marie exige qu'un tri soit fait au préalable entre les documents relevant de sa compétence des autres. La section de recherches de la gendarmerie de Paris est requise pour procéder à cette sélection[94].
- 6 mars 2005 : Nicolas Sarkozy questionne le directeur de la DGSE Pierre Brochand, sur sa connaissance de l'affaire Clearstream 2.
- 7 avril 2005 : la levée partielle du secret défense sur le rapport de la DST relatif au corbeau a lieu[95]. Dix « notes blanches » contenues dans ce dossier sont déclassifiées. Elles révèlent que des investigations ont bien eu lieu, que Dominique de Villepin en était informé, qu'une « manœuvre de déstabilisation » était possible et que Jean-Louis Gergorin pourrait être le (ou un des) corbeau(x)[26]. Six autres notes du même dossier ne sont pas déclassifiées[96]. Le ministre de l'Intérieur transmet ensuite ces seize notes du rapport au juge Jean-Marie d'Huy, chargé de l'affaire du corbeau. Ce transfert va être suivi d’une série de perquisitions.
- 24-25 avril 2005 : De nombreux fichiers sont détruits dans le disque dur de l'ordinateur personnel de Jean-Louis Gergorin et d'Imad Lahoud, quelques jours avant la perquisition du siège d'EADS.
- 28 avril 2005 : une double perquisition a lieu dans les locaux d'EADS à Suresnes (Hauts-de-Seine).Le bureau de Jean-Louis Gergorin et celui d'un de ses plus proches collaborateurs, Imad Lahoud, sont fouillés. Les ordinateurs de Jean-Louis Gergorin et d'Imad Lahoud sont saisis. Ces derniers invoquent à leur tour le « secret défense » pour en interdire l'exploitation[65]. Anne-Gabrielle Heilbronner-Lahoud, l'épouse d'Imad Lahoud, conseillère au cabinet de Philippe Douste-Blazy, reçoit un appel d'un correspondant qui lui assure : « L'Élysée est prévenu », et : « Il ne faut pas surréagir. La protection est totale. »[97].
- Mai 2005 : contraint de céder son siège à Noël Forgeard pour retourner au groupe Lagardère, Philippe Camus, ancien coprésident d'EADS écrit au juge Jean-Marie d'Huy au pôle financier, pour dénoncer de sombres manœuvres (Le Figaro du 2 juin 2005) : le général Jean Heinrich, créateur et ancien dirigeant de la Direction du Renseignement militaire, directeur de la sécurité d'Airbus et cité dans les faux-listings du corbeau, ferait depuis trois mois des menaces à Imad Lahoud afin qu'il accuse Jean-Louis Gergorin d'être le corbeau avec la complicité du général Philippe Rondot. En échange de ce témoignage, le statut de « témoin assisté » lui serait garanti, évitant ainsi les poursuites judiciaires. À sa missive, Philippe Camus joint d'ailleurs deux notes circonstanciées d'Imad Lahoud dans lesquelles il relate les faits.
- 2 juin 2005 : Nicolas Sarkozy devient ministre de l'Intérieur de Dominique de Villepin[98].
- 7 juin 2005 : Nicolas Sarkozy convoque Pierre de Bousquet de Florian, patron de la Direction de la surveillance du territoire (DST). Il est sommé de transmettre ses dossiers concernant Clearstream, et de n'en référer qu'à lui seul. Dans une de ses précédentes notes, il présentait une « possible récupération politique » par Nicolas Sarkozy « de cette affaire qui le gêne »[80]. Le ministre lui demande : « Vous m'avez apporté le dossier que vous avez sur moi ? » Comme l'autre lui tend quelques feuillets, il lui lance : « Vous reviendrez lorsque vous aurez réussi à tout réunir. »[26]. M. de Bousquet remet ensuite au ministre l'ensemble des documents produits par son service sur ce sujet. Soit les notes transmises à la justice, mais aussi celles qui n'ont pas été déclassifiées et demeurent couvertes par le secret-défense[99].
- Juin 2005 : Le général Philippe Rondot écrit dans une note au ministre de la Défense, Michèle Alliot-Marie : « Nous ne nous sommes jamais intéressés aux hommes politiques cités, et notamment Nicolas Sarkozy. »[100]. Il consacre une dernière note à Imad Lahoud adressée à Michèle Alliot-Marie pour signaler que Lahoud se sert d'une lettre signée Jean-Louis Gergorin pour se prévaloir d'une mission que lui aurait confié le ministère de la Défense et que le nécessaire a été fait pour mettre fin à cette situation[41].
- 19 juillet 2005 : dans un entretien à Libération, Nicolas Sarkozy assure que « la vie politique est encombrée par des officines depuis longtemps. J'ai l'intention d'y mettre de l'ordre »[101].
- 25 juillet 2005 : Imad Lahoud rompt le silence par la voix de son avocat. Dans un communiqué adressé au Monde, il nie son implication dans l'affaire.
- 18 août 2005 : une audition d'Imad Lahoud a lieu. Il explique être entré chez EADS en mars 2003, auprès de Jean-Louis Gergorin, et avoir été à cette époque en contact avec le journaliste Denis Robert. Celui-ci détient un certain nombre de listings informatiques de Clearstream. Imad Lahoud ne conteste pas les avoir vus mais nie les avoir conservés ou utilisés[26].
- 26 août 2005 : une nouvelle demande de levée du secret défense sur les ordinateurs de Jean-Louis Gergorin et Imad Lahoud est réalisée. Michèle Alliot-Marie, ministre de la Défense, la transmet à la CCSDN en exprimant ses « réticences ». Il n'y a pas de réponse en date du 20 avril 2006[26].
- 28 août 2005 : Jean-Louis Gergorin est auditionné en qualité de témoin. Il nie toujours être le (ou l'un des) corbeau(x)[26].

- 21 octobre 2005 : le journaliste Denis Robert, auteur de l'enquête sur Clearstream publiée en 2001 (Révélation$), est auditionné[83]. Sollicité par Imad Lahoud début 2003, le journaliste dit lui avoir remis un cédérom relatif aux comptes Clearstream de 2001[26].
- 5 novembre 2005 : le DG adjoint de la Banca Populare di Sondrio de Milan, Mario Erba, déclare que Nicolas Sarkozy ne détenait aucun compte à la Banca Popolare di Sondrio[56].
- Fin novembre 2005 : retour d'Italie des commissions rogatoires : le résultat est négatif. Le juge Renaud van Ruymbeke sait que les accusations du corbeau sont une manipulation. En janvier, l'enquête concernant le compte de Nicolas Sarkozy, accusé de détenir un compte à la Banca popolare di Sondrio, un bourg italien de la Riviera, sous le nom de « Stéphane Bocsa » et « Paul de Nagy », est fermée. La Banca popolare di Sondrio a en effet répondu à la commission rogatoire du juge Van Ruymbeke réclamant l'identité du titulaire du compte. L'établissement italien a indiqué que le numéro correspondait à un compte de banque ouvert par la société Clearstream, et utilisé par de très nombreux clients. La Banca popolare réclamait au magistrat français une nouvelle demande désignant la personne visée, mais puisque l'enquête prouvait par ailleurs que les listings avaient été trafiqués, le juge Van Ruymbeke a fermé le dossier, innocentant ainsi Sarkozy[102],[103].
- Décembre 2005 : le juge Van Ruymbeke démontre que les accusations du corbeau relèvent d'une manipulation[73].
- Décembre 2005 : les conclusions des expertises techniques sur les ordinateurs d’Imad Lahoud et Jean-Louis Gergorin sont communiquées[95].
- 31 décembre 2005 : le général Philippe Rondot, 69 ans, quitte officiellement ses fonctions auprès du ministre Michèle Alliot-Marie[104].

## 2006
- 16 janvier 2006 : Denis Robert écrit à Imad Lahoud. « Je voulais lui demander pourquoi il me fuyait », explique-t-il. Le ton du courrier, rédigé à la main sur une page recto-verso et adressé à « Mon cher Imad », est toutefois proche de la menace. Il lui annonce la parution d'un nouveau livre « qui s'appellera Le Corbeau » et ajoute : « Tu en es un des personnages principaux. » Plus bas, il poursuit : « Comme je te l'avais écrit voici plus d'un an, je ne cherche qu'à comprendre. (…) Je t'avais aussi dit que si tu persistes dans ton attitude de déni et de fuite, tu vas rencontrer un mur. Voilà, le mur c'est moi et mon bouquin. J'ai laissé une enveloppe avec des éléments de preuves chez mon avocat. (…) Ça risque de faire du bruit et de te faire du tort. (…) Je peux, en fonction des événements, différer sa sortie, changer sa nature, fictionner certains noms et certaines scènes. (…) Ma patience a des limites et tu sais où me joindre. »[105].
- 27 janvier 2006 : Denis Robert est inculpé au Luxembourg pour injure, calomnie et diffamation[106]. La plainte vise la dénonciation dans le livre Révélation$ d'une transaction entre la criminelle banque BCCI et la BGL (Banque générale du Luxembourg). Lors de la faillite de la BCCI, quelques clients privilégiés ont bénéficié, grâce à la médiation de Clearstream, de 100 MF alors que l’immense majorité des épargnants a été spoliée. Les plaignants ne remettent pas en cause cette information mais le fait que Denis Robert ait qualifié ce transfert d’« illégal » alors qu’une décision d’un tribunal de Luxembourg l’autorisait.
- 31 janvier 2006 : le président de l'UMP et ministre de l'Intérieur, Nicolas Sarkozy, porte plainte pour dénonciation calomnieuse et se constitue partie civile, via son avocat Me Thierry Herzog[107]. « Je veux savoir qui m’a mis sur ces fichiers et pourquoi. ».
- Fin janvier 2006 : Les juges Henri Pons et Jean-Marie d'Huy adressent des lettres critiques à Renaud Van Ruymbeke, chargé de l'affaire des frégates de Taiwan et confient l'enquête à un autre service de police. Ils manifestent leur défiance à l'égard du procureur de la République de Paris Jean-Claude Marin et au parquet, soumis à la hiérarchie de la Chancellerie et du ministre de la Justice Pascal Clément.
- 6 mars 2006 : Nicolas Sarkozy questionne le directeur de la DGSE, Pierre Brochand, sur sa connaissance de l'affaire Clearstream 2[108]. Il est en effet établi que ce service avait fait appel, en janvier 2003, aux services de Imad Lahoud, présenté comme un informaticien hors pair, pour pénétrer certains fichiers bancaires afin d'y recueillir des informations sur le financement du terrorisme islamiste.
- 15 mars 2006 : les juges interrogent une seconde fois Denis Robert qui affirme avoir donné des listings quasi-similaires à ceux du corbeau à Imad Lahoud. Denis Robert nourrit à l’encontre de l'informaticien des soupçons explicites[108]. « Je ne leur ai pas dit qu'il était le corbeau, a précisé au Monde M. Robert. Mais je suis sûr qu'il est lié à l'envoi des lettres anonymes. Je ne peux en dire plus, je protège des gens. »[105].
- Fin mars 2006 : des perquisitions ont lieu au siège de la DGSE et au SGDN (Secrétariat général de la défense nationale), ainsi qu'aux domiciles du général Philippe Rondot, ancien chargé de la coordination du renseignement au cabinet du ministre de la Défense, Michèle Alliot-Marie. Un incident les a opposés aux fonctionnaires de la DGSE, alors qu'ils s'emparaient de documents secret défense[94]. Chez Philippe Rondot, les juges saisissent à son domicile un dossier relié sous couverture blanche dans lequel il a réuni, pour son usage personnel, tous les éléments de l'affaire[41].
- 28 mars 2006 : un audition du général Philippe Rondot par les juges Jean-Marie d'Huy et Henri Pons a lieu[109]. Il évoque une réunion le 9 janvier 2004 avec Dominique de Villepin, ministre des Affaires étrangères, en présence de Jean-Louis Gergorin[110]. Le nom de Nicolas Sarkozy y est prononcé ce qui provoquera une brutale mise en cause du premier ministre fin avril 2006. Cependant, le général Rondot nie qu'on lui alors confié la mission d'enquêter sur lui.
- 30 mars 2006 : des perquisitions visent la tête des services de renseignements français. Les juges Jean-Marie d'Huy et Henri Pons procèdent à une perquisition du bureau d'Alain Juillet, au secrétariat général de la défense nationale (SGDN), service rattaché au premier ministre. Puis, au siège de la DGSE, ils saisissent des documents dans le bureau du directeur, Pierre Brochand, en prenant soin de placer sous scellés ceux qui étaient classifiés secret défense[111].
- 3 avril 2006 : les bureaux de Jean-Louis Gergorin, directeur de la coordination stratégique et membre du comité exécutif d'EADS, et de Noël Forgeard, vice-président d'EADS, sont perquisitionnés, ainsi que ceux d'autres cadres dirigeants de cette société[112].
- 4 avril 2006 : Nicolas Sarkozy rencontre Dominique de Villepin afin de lui parler de l’affaire Clearstream 2. Le ministre de l’Intérieur soupçonne Matignon d’avoir cherché à le déstabiliser sachant que Philippe Rondot et Jean-Louis Gergorin sont des hommes de confiance du Premier ministre[108].
- 5 avril 2006 : c'est au tour de Gustav Humbert, PDG d'Airbus, filiale à 80 % de EADS, de voir son bureau perquisitionné[112]. Certaines des pièces emportées pourraient être également classifiées secret défense, ce qui interdit, à ce stade, aux juges de les examiner[94].
- 6 avril 2006 : le procureur de la République de Paris, Jean-Claude Marin, a adressé une lettre au président du tribunal de grande instance de Paris, Jean-Claude Magendie, et au procureur général près la cour d'appel de Paris, Yves Bot, pour se plaindre de la défiance des juges d'instruction Henri Pons et Jean-Marie d'Huy vis-à-vis du parquet, soumis à la hiérarchie du ministère de la Justice (chancellerie). En effet, le parquet ne serait informé des lieux de perquisitions qu'au dernier moment en arrivant sur place.
- 13 avril 2006 : Le bureau de Michèle Alliot-Marie, ministre de la Défense, est perquisitionné, ainsi que celui de son directeur de cabinet, Philippe Marland, celui de son conseiller pour les affaires juridiques, le magistrat David Sénat, et l'ancien bureau du général Philippe Rondot[113]. Les agendas saisis de MAM portent mention d'un rendez-vous avec un certain Lahoud. Mais il s'agit en fait d'un rendez-vous avec son frère, Marwan Lahoud, PDG de MBDA, branche missile d'EADS !
- 13 avril 2006 : EADS se porte partie civile.
- 18 avril 2006 : Dominique Strauss-Kahn se constitue partie civile[114].
- 19 avril 2006 : Alain Madelin et Jean-Pierre Chevènement se portent partie civile[115].
- 19 avril 2006 : Les archives du ministère de la Défense, situés dans les locaux du service historique de la défense au fort de Vincennes, sont à leur tour perquisitionnés. Les juges souhaitaient y consulter les archives privés déposés par le général Philippe Rondot à son départ à la retraite (Le Monde, 20 avril 2006)[116].
- 19 avril 2006 : Le conseil des ministres n'a pas encore commencé. Les ministres sont à peine assis que Jacques Chirac, à travers la table, colère contenue, lance à Dominique de Villepin : « Dites à Michèle ce que nous venons de nous dire. C'est inacceptable. Cette perquisition donne une image déplorable de la France à l'étranger. Il fallait la refuser. Je suis outré. » À la fin du conseil, il retient encore Dominique de Villepin, Michèle Alliot-Marie et Pascal Clément : le ton est sec, les remarques, toujours sur ces juges que rien n'arrête, sont tranchantes.
- 20 avril 2006 : Clearstream se constitue à son tour partie civile invoquant un « important préjudice d'image »[115]. Dans son communiqué, Clearstream précise qu'« il n'y a aucun compte ouvert au nom de personnes physiques chez Clearstream »[117]. En réponse, des comptes nominatifs de listings de clearstream sont publiés sur le blog de Denis Robert.
- 21 avril 2006 : on apprend que Philippe Delmas, ancien vice-président d'Airbus vient de mandater Charles Pellegrini, l'ex-commissaire « tombeur de Mesrine », pour qu'il enquête sur le volet industriel de l'affaire Clearstam-EADS afin de trouver éventuellement le ou les corbeaux à l'origine des manipulations.
- 22 avril 2006: Denis Robert et son éditeur, Laurent Beccaria, rencontre en secret Jean-Louis Gergorin au château des Pins, près de Besançon.
- 26 avril 2006 : Pascal Mailhos quitte ses fonctions de directeur des Renseignements Généraux, selon un communiqué du Conseil des ministres. Joël Bouchité, jusque-là contrôleur général des services actifs de la police nationale, le remplace[118].
- 26 avril 2006 : le magistrat parisien, Gilbert Flam, 56 ans, décide de se constituer partie civile dans l'affaire des dénonciations calomnieuses autour de Clearstream, a annoncé son avocat, Me Jean-Pierre Mignard, dans un communiqué. Le nom de Gilbert Flam avait été cité, avec d'autres personnalités du monde politique et économique, par un « mystérieux corbeau » qui les a faussement accusés d'avoir des comptes occultes à l'étranger via la société financière Clearstream, soupçonnée d'être un centre de dissimulation de transactions financières. Gilbert Flam, magistrat détaché à la DGSE, avait été accusé en 2001 par la présidence de la République d'avoir enquêté sur « d'hypothétiques comptes bancaires de Chirac au Japon ». L'hebdomadaire satirique avait précisé qu'un classeur au nom de Gilbert Flam a été saisi chez le général Philippe Rondot, responsable de la coordination du renseignement de 1997 à décembre 2005 au cabinet du ministre de la Défense.
- 27 avril 2006 : dans L'Express, Gilles Gaetner et Jean-Marie Pontaut signent un article intitulé Clearstream : affaire d'État[119]. Ils déclarent que Michèle Alliot-Marie savait que l'affaire Clearstream 2 était une manipulation. Dès 2004, le ministère de la Défense savait que le listing de Clearstream envoyé au juge Renaud Van Ruymbeke était un faux à l'issue de l'enquête du général Philippe Rondot réalisée à la fin de 2003. Cette mission lui avait été confiée par Philippe Marland, directeur de cabinet de la ministre. Le cabinet de la ministre de la Défense a alors conclu au montage et identifié les auteurs probables. Les notes du général Rondot ont été saisies par les juges en plus de son audition par les policiers de la Division nationale des investigations financières (DNIF).
- Dans son édition datée du 27 avril 2006, Le Point croit savoir que Philippe Rondot avait dès 2003 prévenu la Défense et l'Élysée[120].
- 28 avril 2006 : Dominique de Villepin et Jacques Chirac démentent dans un communiqué avoir ordonné une enquête au sujet de Sarkozy. Villepin affirme avoir toujours «agi dans le cadre fixé par le président» Jacques Chirac pour moraliser les marchés internationaux. Son communiqué précise qu'il est à l'origine de l'enquête menée fin 2003 par le général Philippe Rondot sur des « rumeurs » liées à l'affaire des frégates de Taiwan, dont l'affaire Clearstream 2 est l'une des ramifications. Le Monde écrit que «Selon M. Rondot, le futur premier ministre [Dominique de Villepin] lui aurait demandé, sur les instructions du chef de l'État, d'outrepasser les limites fixées à son enquête par le cabinet de Michèle Alliot-Marie en examinant la piste des hommes politiques cités»[121]. En effet, ministre des Affaires étrangères, il devait selon lui veiller à l'application par la France de la Convention de l'OCDE contre la corruption signée en 1998 et ratifiée en 2000. « Aucune information précise n'a pu être recueillie à l'appui de ces rumeurs. Aucun document d'étape ne m'a été remis et les conclusions m'ont été présentées verbalement à l'automne 2004 », affirme le chef du gouvernement, alors ministre des Affaires étrangères. S'exprimant pour la première fois au sujet de l'affaire, l'Élysée écrit dans un communiqué :

« Depuis son entrée en fonction, le président de la République a agi pour la moralisation des marchés internationaux et pour la lutte contre les réseaux mafieux. Il a toujours donné à ses Gouvernements successifs des orientations dans ce sens. S'agissant de l'affaire Clearstream, le Président de la République dément catégoriquement avoir demandé la moindre enquête visant des personnalités politiques dont le nom a pu être mentionné. »

Le premier ministre, quant à lui, distingue clairement deux temps, l'affaire des frégates de Taïwan, puis l'affaire Clearstream. Il affirme avoir demandé « le 9 janvier 2004 au général Rondot de tenter de vérifier la crédibilité des rumeurs relatives à l’existence de réseaux mafieux internationaux et d’intermédiaires pouvant nuire à notre sécurité nationale ou à nos intérêts » au cours d'un entretien auquel participait Jean-Louis Gergorin. Il affirme qu'il « s’agissait en aucun de s’intéresser à des personnes, mais bien à des réseaux et à des intermédiaires. » et que jamais « Nicolas Sarkozy » n'a été cité « comme possible bénéficiaire de compte bancaire à l’étranger ». M. Villepin ajoute aussi avoir « explicitement demandé au général Rondot d’éviter de provoquer toute forme de rivalité entre les services susceptible de créer une fixation entre le ministère de la Défense et le ministère de l’Intérieur » et avoir « agi dans le cadre fixé par le Président de la République, visant à moraliser les grands marchés internationaux et à nous prémunir contre toute manipulation ou déstabilisation de nos intérêts économiques. » En outre, il ajoute avoir eu « tout au long de l’année 2004 et de l’année 2005 » « dans le cadre de [ses] fonctions des contacts réguliers avec le général Rondot sur divers dossiers concernant notre sécurité nationale, la situation du Moyen-Orient et nos différents otages en Iraq ou ailleurs. » Enfin, le deuxième temps concerne l’affaire des dénonciations calomnieuses de Clearstream : elle prend en effet une tournure nouvelle au printemps 2004 avec la mention de personnalités politiques, d’industriels et de responsables des services de renseignement dans une liste de titulaires de comptes. Comme ministre de l’Intérieur, j’ai été amené à demander des vérifications à la DST, affirme ainsi Villepin. La DST a conclu à l’absence d’éléments concrets et probants sur les auteurs de cette manipulation. J’ai demandé au directeur de la DST de communiquer aux autorités judiciaires les conclusions qui m’avaient été remises. »
- 28 avril 2006 : Coup de théâtre. Le Monde (29 avril 2006) publie les auditions du général Philippe Rondot qui contredisent la version, à peine publiée, du premier ministre. Dans sa déposition signée, le général Rondot y affirme que le premier ministre lui a demandé d'enquêter sur Nicolas Sarkozy dès le 9 janvier 2004 avec l'accord du Président Jacques Chirac et à l'aide de Jean-Louis Gergorin. Cette publication ouvre une crise politique et une déstabilisation du premier ministre[124].
- 2 mai 2006 : dans un entretien au Figaro, le général Philippe Rondot est revenu sur ses déclarations aux juges à propos de la réunion du 9 janvier 2004. « Jamais Dominique de Villepin ne m'a demandé de m'intéresser, à un moment ou à un autre, aux « politiques ». Mon enquête s'est limitée, selon les instructions, aux fonctionnaires (...) dont le nom est apparu »[125]. Cependant, il y confirme que le nom de Nicolas Sarkozy a été cité dans le bureau de Dominique de Villepin en présence de Jean-Louis Gergorin.
- 4 mai 2006 : dans sa conférence de presse mensuelle, Dominique de Villepin affirme à nouveau que « Le nom de Nicolas Sarkozy n'a jamais été évoqué en lien avec l'affaire » lors de son entretien avec Philippe Rondot.
- 5 mai 2006 : les magistrats Huys et Pons ont obtenu communication de l'intégralité de la procédure judiciaire sur les frégates de Taïwan, instruite depuis 2001 par les juges Renaud Van Ruymbeke et Dominique de Talancé et représentant 35 tomes du dossier. Le Figaro conclut donc que « les quelque 35 tomes du dossier, portant sur d'éventuelles rétrocommissions sur le marché des frégates de Taïwan, sont donc officiellement rattachés à l'affaire Clearstream »[126].
- 5 mai 2006 : Nicolas Sarkozy demande à être entendu par les juges instruisant l'affaire du corbeau de Clearstream[108].
- 9 mai 2006 : 9h30. Le ministre de l'Intérieur est auditionné au pôle des juges d'instruction financiers, accompagné de son avocat, Me Thierry Herzog. Il en est sorti deux heures un quart plus tard. À la question : « Avez-vous des soupçons sur l'origine de cette dénonciation vous visant personnellement ? », Nicolas Sarkozy a répondu : « Non. Je fais toute confiance à la justice pour établir une vérité judiciaire, le travail que vous faites depuis quelques mois me confortant dans cette confiance. Je veux savoir qui m'a mis sur ces fiches. Pourquoi on m'y a mis. Comment on m'y a mis et quand on m'y a mis. Et je crois à la vertu pédagogique de cette enquête, afin que plus jamais des comportements aussi contraires aux principes de la République ne puissent se reproduire. Il en résulte un préjudice considérable. J'ai trente ans de vie politique sans que jamais je n'aie été mêlé, de près ou de loin, à un scandale, et je n'accepte pas d'y être associé aujourd'hui par la bassesse d'apprentis comploteurs. »[127].
- 9 mai 2006 : l'ancien n° 2 de la direction centrale des Renseignements généraux (DCRG) Bernard Squarcini, un proche de Nicolas Sarkozy, annonce qu'il se constituait partie civile après que son nom a été cité il y a deux ans par le corbeau dans l'affaire Clearstream 2[128].
- 10 mai 2006 : l'hebdomadaire Le Canard enchaîné affirme que le numéro deux d'EADS Jean-Louis Gergorin est l'auteur de la première lettre anonyme adressée au juge Renaud Van Ruymbeke en mai 2004. Celle-ci ne contenait pas de noms de politiques. Le juge Van Ruymbeke devant être  officiellement entendu par ses collègues Huys et Pons dans les prochains jours, craignant que son instruction soit mise en cause, a décidé de rendre publique sa rencontre « secrète » avec Jean-Louis Gergorin le 30 avril 2004. Depuis que l’intégralité de la procédure judiciaire sur les frégates de Taïwan a été transmise à Huys et Pons, ces derniers savent que le juge Van Ruymbeke a un rôle peu clair. Il a envoyé une commission rogatoire de vingt pages au Luxembourg reprenant les termes de la lettre anonyme, une heure après la réception de cette dernière. Il est donc clair que le juge Van Ruymbeke avait les éléments de la lettre avant. En outre, selon le Canard, le général Rondot aurait affirmé que la DGSE enquêtait sur l'existence d'un compte à la Tokyo Sowa Bank, au Japon, du président Jacques Chirac, d'une valeur de 300 millions de francs, ce que ce dernier a formellement démenti[129] Selon Libération, « cette évaluation de la DGSE, certes reproduite sur une note officielle, n'était qu'une reprise d'un article publié par un journal japonais au début des années 90, selon lequel Chirac possédait 321 millions de francs dans une banque locale. »[130] Dans Le Monde, Jean-Claude Cousseran, directeur de la DGSE de 2000 à 2002, démentait qu'une enquête officielle ait été menée sur les allégations concernant ce compte bancaire de Chirac au Japon: «Une enquête interne des services de sécurité de la DGSE a conclu que jamais le service n'avait mené de recherche active sur ce compte.» Selon d'autres sources, une telle enquête de la DGSE aurait en effet été mise en place en 2002, ce que le général Rondot affirmait lors de son témoignage.

- 11 mai 2006 : Le journaliste Stéphane Denis affirme avoir prévenu à deux reprises, en septembre 2004 et en mai 2005, Nicolas Sarkozy de l'enquête déclenchée par le général Philippe Rondot au sujet de l'existence supposée de comptes occultes détenus via Clearstream. Le Monde écrit que « M. Denis, très au fait de l'affaire Clearstream, avait, dès le 12 novembre 2004, dans La Lettre de M. Rastignac, la chronique qu'il tient dans l'hebdomadaire Valeurs actuelles, relaté cet épisode »[131].
- 12 mai 2006 : Le quotidien Le Parisien confirme les soupçons, révélés le 10 mai par Le Canard enchaîné, pesant sur le juge Renaud Van Ruymbeke, en publiant des extraits de plusieurs documents de procédure, d'où il ressort que ce dernier aurait déclaré aux juges Henri Pons et Jean-Marie d'Huy avoir rencontré secrètement Jean-Louis Gergorin le 30 avril 2004, dans le cabinet d'un avocat parisien[132]. Une enquête par l'inspection des services judiciaires est ouverte par le garde des sceaux Pascal Clément contre le juge Renaud Van Ruymbeke, magistrat instructeur de l'affaire des frégates de Taiwan[133]. La nomination de ce dernier au poste de président de chambre à la Cour d'appel de Paris est reportée par le CSM, présidé par le président Jacques Chirac.
- 12 mai 2006 : par ailleurs, des notes du général Philippe Rondot, publiées par le Parisien laisse entendre que Jacques Chirac était au courant de l'enquête menée par le militaire[134].
- 12 mai 2006 : le Parquet de Paris annonce l'ouverture d'une information judiciaire contre X du chef de « violation du secret de l'instruction », sur instruction du garde des sceaux Pascal Clément, à cause notamment de la divulgation à la presse de nombreuses pièces de procédure dans les jours précédents[135].
- 12 mai 2006 : de nouvelles perquisitions ont lieu chez Imad Lahoud et Anne-Gabrielle Heilbronner-Lahoud ainsi que François Heilbronner[136].
- 13 mai 2006 : Imad Lahoud est hospitalisé pour dépression[137]. Il renouvelle ses dénégations.
- 13 mai 2006 : Libération publie des notes de la DST. Alors que le général Philippe Rondot lui avait déjà fait part de ses «doutes» sur l'authenticité des listings, Dominique de Villepin, ministre de l’Intérieur, avait demandé une enquête à la DST en juillet 2004. À son tour, la DST l'informe en octobre 2004 que l'affaire des listings de Clearstream est une manipulation[76].
- 14 mai 2006 : Dans Le Journal du dimanche, le général Philippe Rondot dédouane le président de la République et Dominique de Villepin et accuserait Jean-Louis Gergorin d'être à l'origine de cette machination[138]. N'ayant pas de réponse à sa demande de statut de témoin assisté de la part des magistrats instructeurs, il ne se rendra pas à la prochaine convocation de la justice le 18 mai 2006[139].
- 15 mai 2006 : L’ancien ministre de l’Intérieur Charles Pasqua s’est constitué partie civile. Son nom et celui de Jean-Charles Marchiani figuraient dans les notes du général Philippe Rondot[41].
- 16 mai 2006 : Imad Lahoud est « déchargé de ses fonctions opérationnelles » chez EADS[140].
- 16 mai 2006 : France Info met en ligne sur son site une partie de la note dactylographiée intitulée «Opération Reflux (2)» du général Philippe Rondot écrite le 17 mars 2004[46]. Le fichier informatique créé pour faire cette note a été effacé auparavant en juillet 2004 «après en avoir obtenu l’accord de Dominique de Villepin» selon le général Philippe Rondot[44]. Dans l'article de France Info, on voit sur la reproduction de la note qu'il y a un tampon datée du 17 mars 2004 et le journaliste précise que cette note est signée. Le journaliste suppose en mai 2006 que cette note devait être destinée à Michèle Alliot-Marie et que Michèle Alliot-Marie ne dit pas toute la vérité sur ses connaissances de l'affaire. À l'exception du journaliste, aucun protagoniste ne parlera de cette note publiée dans l'article de France Info avant que le fichier informatique qui a servi à l'élaboration de cette note soit reconstituée en juin 2007 après l'analyse de l'ordinateur IPAQ du général Philippe Rondot. En juillet 2007, Rondot parlera ainsi pour la première fois des 4 notes  «Opération Reflux» aux mentions : Opération réservée PR - Exemplaire unique - Diffusion interdite. Selon le général Philippe Rondot, ces notes étaient des notes personnelles et n'avaient aucun destinataire pourtant sa note « Opération Reflux (2) » a bien été communiqué par quelqu'un à France Info le 16 mai 2006.
- 16 mai 2006 : selon Éric Morain, l’avocat du général Philippe Rondot, l’entretien « secret » entre le juge Renaud Van Ruymbeke et Jean-Louis Gergorin aurait été connu de Michèle Alliot-Marie dès le mois de mai 2004.
- 17 mai 2006 : le procès de Imad Lahoud pour « abus de confiance » et « usage de faux » dans l’affaire du fonds spéculatif Volter Fund est renvoyé au septembre 2006, en raison de son état de santé.
- 18 mai 2006 : dans le Parisien est publiée une entrevue de Jean-Louis Gergorin par Laurent Valdiguié où l’intéressé avoue avoir envoyé la première lettre anonyme datant de mai 2004. Il confirme la version donnée par le juge Renaud van Ruymbeke et met en cause la société Clearstream pour son opacité et la présence de comptes personnels[141]. De son côté, le juge van Ruymbeke qui a reconnu avoir rencontré secrètement M. Gergorin, a été interrogé jeudi après-midi pendant plus de cinq heures par l’inspection générale des services judiciaires, à la demande du garde des Sceaux[142].

À sa sortie, le juge fait la déclaration suivante : « J’ai demandé aux inspecteurs de porter leurs investigations sur les vraies dysfonctionnements, à savoir le fait que je n’ai jamais été informé de l’enquête menée par le général Rondot, alors qu’apparemment deux ministres étaient informés, ce qui aurait évité de perdre beaucoup de temps ». Une cinquantaine de magistrats signe une motion de soutien au juge Renaud van Ruymbeke.
- 19 mai 2006 : Dans un entretien au Figaro, Jean-Louis Gergorin avoue être à l’origine de toutes les lettres anonymes[142]. Dans Libération, il affirme que le Premier ministre Dominique de Villepin n’avait pas voulu, début 2004, que Nicolas Sarkozy soit mis « au courant » d’une enquête sur les listings de comptes.
- 20 mai 2006 : « Ce n’est pas moi le corbeau et ce n’est pas moi le falsificateur », déclare M. Lahoud dans une interview publiée samedi dans Le Figaro. « Je n’ai jamais pénétré le système informatique de Clearstream. Je n’ai jamais essayé. » Par ailleurs, l’informaticien affirme avoir été « présenté par Jean-Louis Gergorin au général Rondot au début de l’année 2003 ». « C’est lui qui m’a mis en contact avec la DGSE », ajoute-t-il. « J’ai travaillé pour la DGSE de février 2003 à mai 2003. De juin 2003 à juillet 2004, je travaillais essentiellement pour le général Rondot », précise-t-il. « Je travaillais exclusivement sur les réseaux de financement islamistes. Toutes les notes de mon travail existent à la DGSE. Des documents l’attestent, il suffit de lever le secret défense », dit-il encore[145]. L’ancien ministre de l’Intérieur Jean-Pierre Chevènement a annoncé samedi avoir donné des consignes à son avocat pour porter plainte en « diffamation » contre Jean-Louis Gergorin, dans le cadre de l’affaire Clearstream (AFP)[146].
- 22 mai 2006 : Me Olivier Pardo, avocat de l’informaticien Imad Lahoud impliqué dans l’affaire Clearstream, annonce dans un entretien paraissant mardi dans La Provence qu’il entend demander « le moment venu » le dessaisissement des juges du pôle financier, Jean-Marie d’Huy et Henri Pons (AP). Alors qu’il soupçonnait depuis longtemps Jean-Louis Gergorin d’être le corbeau de l’affaire Clearstream, le général Philippe Rondot ne l’aurait pas révélé par peur que cela fasse remonter la justice jusqu’à Dominique de Villepin, selon des notes du général publiées lundi par Le Monde[147].
- 23 mai 2006 : Le directeur de cabinet du ministre de la Défense Michèle Alliot-Marie, Philippe Marland, est entendu pendant plus de trois heures[148]. Les juges auditionnent pendant plus d’une heure le général Philippe Rondot, amené de force au pôle financier du palais de Justice de Paris où il a refusé, selon son avocat, de répondre aux questions des magistrats[149]. Michèle Alliot-Marie a saisi la Commission consultative du secret de la défense nationale (CCSDN) en vue de la levée du secret défense de documents saisis dans l’affaire Clearstream.
- 24 mai 2006 : Alain Madelin, dont le nom figure dans les listings de comptes truqués Clearstream, a été entendu mercredi matin pendant plus d’une heure et demie par les juges chargés de l’affaire, au pôle financier du tribunal de grande instance de Paris (IXe)[150]. Sur France 2, Villepin a affirmé à propos des révélations de la presse dans l’affaire Clearstream 2 que « tout ce qui est dit est faux »[151].
- Fin mai 2006 : Selon Airy Routier, Jean-Louis Gergorin est allé rencontré l’intermédiaire anglo-irakien Nadhmi Auchi à Londres quelques jours avant sa garde à vue et sa mise en examen[152].
- 31 mai 2006 : Le procureur de la République de Paris accepte la demande des juges d’instruction d’étendre leur saisine, jusqu’ici limitée à la « dénonciation calomnieuse », aux faits de « faux et usage de faux ».
- 1er juin 2006 : Après 48 heures de garde à vue à la DNIF de Nanterre, Jean-Louis Gergorin est présenté aux juges Jean-Marie d'Huy et Henri Pons du pôle financier du tribunal de grande instance de Paris, rue des Italiens à paris. L’ancien vice-président d’EADS est mis en examen pour « faux, usage de faux et dénonciation calomnieuse »[153]. L’incarcération est demandée par les juges d’instruction mais refusée par le parquet et par le juge des libertés et de la détention (JLD).
- 6 juin 2006 : Une garde à vue de 48 heures débute pour Imad Lahoud à la division nationale des investigations financières (DNIF) à Nanterre[154].
- 7 juin 2006 : La juge Dominique de Talancé est dessaisie de l’instruction de l’affaire des frégates de Taïwan au profit de Xavière Simeoni. Renaud Van Ruymbeke, qui a reçu le soutien d’une pétition de plus de 200 magistrats, conserve la cosaisine de l’affaire.
- 7 juin 2006 : La parution de Clearstream, l’enquête, le nouveau livre de Denis Robert, est suspendue par un référé demandé par Me Pardo, l’avocat d’Imad Lahoud[155]. La parution est autorisée par la Cour d’appel de Paris le 9 juin 2006.
- 7 juin 2006 : Florian Bourges est entendu comme témoin par les juges[31]. Ex-auditeur du cabinet d’audit Arthur Andersen (fermé depuis l’affaire Enron), il aurait transmis des listings Cleartsream à Denis Robert et/ou Imad Lahoud. Florian Bourges est présenté comme la source de Jean-Louis Gergorin dans le livre Clearstream, l'enquête de Denis Robert. Il faisait partie d’une équipe d’une trentaine de personnes du cabinet Arthur Andersen qui a audité Clearstream en 2001 à la demande du gouvernement luxembourgeois[156]. Il aurait ensuite transmis des listings à Imad Lahoud. Sur les conseils de Denis Robert, il aurait rencontré en octobre 2004 le juge Renaud Van Ruymbeke et aurait constaté que les listings étaient quasiment identiques à ceux qu’il aurait transmis à Imad Lahoud. Il dit avoir remis à Imad Lahoud des fichiers non falsifiés[31].
- 9 juin 2006 : Au terme de sa garde à vue de 48 heures à la DNIF, Imad Lahoud est mis en examen par les juges Jean-Marie d'Huy et Henri Pons pour « dénonciation calomnieuse » et « faux et usage de faux »[157]. L’incarcération est demandée par les magistrats instructeurs et le parquet mais refusée par le juge des libertés et de la détention (JLD). Le 12 juin 2006, le parquet de Paris fait appel de cette décision.
- 19 juin 2006 : Dominique de Villepin porte plainte contre Denis Robert pour Clearstream, l'enquête et contre Jean-Marie Pontaut et Gilles Gaetner, qui ont écrit Règlements de compte pour l'Élysée. La requête a été transmise au garde des sceaux, Pascal Clément qui transmettra au parquet de Paris. Le premier ministre doit être entendu par les juges chargés du dossier de l’affaire Clearstream 2, probablement avant le 14 juillet 2006[158].
- 12 septembre 2006 : Bernard Monnot est entendu par le juge Renaud van Ruymbeke chargé de l’affaire des frégates de Taiwan. Ce banquier lyonnais a reconnu être l’auteur de l’un cinq courriers parvenus au magistrat. Ce courrier posté de Lyon consistait en un CD-ROM contenant des listes de comptes de Clearstream.
- 15 septembre 2006 : Dominique Ambiel, ex-conseiller en communication de Jean-Pierre Raffarin à Matignon, est entendu par les juges Jean-Marie d'Huy et Henri Pons[159].
- 22 septembre 2006 : une perquisition a lieu chez Alain Bauer, ancien grand maître du Grand Orient de France. Les enquêteurs s’interrogent sur ses relations avec le « corbeau » présumé de l’affaire Clearstream 2, Jean-Louis Gergorin[160].
- 4 octobre 2006 : l'ouvrage du journaliste Hervé Gattegno paraît[161]. Dans L'irresponsable, il affirme que Dominique de Villepin aurait détruit, à l’automne 2004 et en présence de Pierre de Bousquet de Florian, un rapport de la DST dénonçant les manipulations de Jean-Louis Gergorin[162].
- 28 octobre 2006 : le procureur général de Paris Jean-Claude Marin demande aux deux juges d’instruction de l’affaire Clearstream 2, Jean-Marie d'Huy et Henri Pons, de poursuivre Florian Bourges pour « abus de confiance », pour avoir « détourné » des listings de comptes de Clearstream, lors d’un audit à l’été 2001 pour la société Arthur Andersen. Selon le parquet, le journaliste Denis Robert devrait ainsi être mis en examen pour « recel d’abus de confiance ». Ces infractions, à la différence du vol, ne sont pas prescrites[163]. Dominique de Villepin et Michèle Alliot-Marie seront auditionnés sous le statut de « simple témoin »[164]. Le général Philippe Rondot obtient le statut de « témoin assisté » qui lui accorde une « immunité » pour les implications qui peuvent découler de son futur témoignage (analogie avec le 5e amendement du droit US qui autorise un citoyen à « ne pas témoigner contre lui-même »).
- 8 décembre 2006 : Florian Bourges est arrivé au pôle financier de Paris, accompagné de ses avocats, Mes Maurice Lantourne et Pierre-Edouard Gondran de Robert, en vue de son éventuelle mise en examen pour « abus de confiance ». Les juges Jean-Marie d'Huy et Henri Pons devraient suivre les réquisitions du parquet qui, le 28 octobre 2006, demandait notamment aux magistrats de poursuivre Florian Bourges pour « abus de confiance » pour avoir « détourné » des listings de comptes Clearstream. Imad Lahoud avait affirmé que l’ex-auditeur ne lui avait jamais remis de documents issus de son audit pour le cabinet Arthur Andersen en 2001 chez Clearstream, audit au cours duquel M. Bourges affirme avoir relevé des « anomalies sur le système informatique » de l’institution financière luxembourgeoise. La défense de Florian Bourges pourrait contester le chef d’« abus de confiance » concernant M. Lahoud puisque ce dernier s’est fait passer pour un membre de la DGSE. Pour l’ex-auditeur, Imad Lahoud est le falsificateur des listings truqués envoyés par Jean-Louis Gergorin au juge Renaud van Ruymbeke[165].
- 12 décembre 2006 : Le journaliste-romancier Denis Robert est convoqué et mis en examen pour « recel d’abus de confiance » par les juges d'instruction Jean-Marie d'Huy et Henri Pons[166].
- 14 décembre 2006 : plusieurs journalistes du Canard enchaîné, de même que de Libération, du Monde, du Parisien et du Nouvel Observateur, ont été entendus comme témoins par les magistrats chargés d'enquêter sur la « violation du secret de l'instruction » dans l'affaire Clearstream 2. Cette procédure contre X..., ouverte en 2006 sur instruction du ministre de la Justice, Pascal Clément, vise 18 articles de presse parus entre le 14 avril et le 12 mai 2006[51].
- Décembre 2006 : Dominique de Villepin est entendu comme simple témoin[167]. Il assure qu’il n’a jamais été question d’enquêter sur Nicolas Sarkozy, mais simplement de vérifier les « informations » transmises par Jean-Louis Gergorin.

## 2007
- 22 mars 2007 : Jean-Louis Gergorin dévoile devant les juges le nom de la source qui lui a remis les listing falsifiés ; il désigne explicitement Imad Lahoud[168].
- 1er avril 2007 : déjà accusé de 'dénonciation calomnieuse' et de 'faux et usage de faux', Jean-Louis Gergorin est de nouveau mis en examen pour 'recel d'abus de confiance et de vol'[169].
- 11 mai 2007 : le juge Thomas Cassuto s'est rendu au siège du Canard enchaîné dans le cadre d'une l'enquête sur la violation du secret de l'instruction dans l'affaire Clearstream 2, concernant notamment les notes du général Philippe Rondot. Les journalistes ont refusé de donner au juge les clés permettant d'ouvrir la salle de rédaction. La juge Françoise Desset s'est rendue au cabinet de l'avocat de Nicolas Sarkozy, Me Thierry Herzog[51].
- 15 mai 2007 : la cour d'appel confirme les mises en examen de Jean-Louis Gergorin, Imad Lahoud et Florian Bourges, qui demandaient l'annulation des poursuites[170]. Le journaliste Denis Robert n'avait pas fait appel.
- 28 juin 2007 : Pierre Brochand, directeur de la DGSE et frère du député-maire UMP de Cannes Bernard Brochand, est entendu par les juges. Il déplore que son service n’ait pas été saisi des vérifications sur l’affaire. « La DGSE n’a jamais été informée par ses autorités hiérarchiques que des investigations avaient été déclenchées sur les listings Clearstream et confiées au général Rondot. » Selon Brochant, la DGSE avait « largement les moyens de procéder en quelques minutes à cette validation [des listings], si elle avait eu la possibilité de le faire », et « peut-être ne serions-nous pas là, ni vous ni moi »[60].
- Fin juin 2007 : une expertise informatique met au jour 39 fichiers effacés de l'ordinateur du général Rondot correspondant à 30 000 pages de notes et divers courriers, dont certains étaient déjà connus. Les juges ont versé deux fichiers au dossier; les autres, sans rapport avec Clearstream, ont été placés sous scellés[171]. Sur un des fichiers informatiques du printemps 2004 figure une phrase entendue de la bouche d'Imad Lahoud : « Jean-Louis Gergorin aurait reçu instruction de Dominique de Villepin, elle-même formulée par le président de la République, de "balancer" Nicolas Sarkozy »[172]. « Lors d'un entretien que Jean-Louis Gergorin a eu avec Dominique de Villepin le 19 mai 2004, ce dernier se serait montré à la fois jubilatoire et soucieux de ne pas apparaître dans le scénario », peut-on également y lire[173].
- 4 juillet 2007 : entendu par les juges, le général Philippe Rondot met en cause Dominique de Villepin en déclarant : « M. Gergorin m'a révélé avoir reçu des instructions de Dominique de Villepin »[174]. M. de Villepin aurait conseillé à M. Gergorin fin avril 2004, sur instruction du chef de l'État Jacques Chirac de livrer les listings à la justice[175]. Cette mise en cause est confirmé par Stéphane Q. nièce et secrétaire particulière du général Rondot[176]. Il affirme également avoir tenu la ministre de la Défense Michèle Alliot-Marie au courant des agissements de Jean-Louis Gergorin[63].
- 5 juillet 2007 : Imad Lahoud est de nouveau entendu.
- 5-6 juillet 2007 : Le domicile et les bureaux de Dominique de Villepin sont perquisitionnés[177]. Les juges saisissent 2 notes de la DST, un ordinateur, des fiches manuscrites cartonnées, des Post-it, des disquettes informatiques, des CD-ROM et des DVD. Dominique de Villepin était en vacances à Saint-Tropez lorsque les juges ont entamé la perquisition dans son appartement. Après s'être entretenu au téléphone avec eux, l'ancien premier ministre est aussitôt rentré sur Paris. Arrivé dans la soirée, il a pu assister à la fin des investigations dans son garage et sa cave[178].
- 10 juillet 2007 : Dominique de Villepin est convoqué le 27 juillet 2007 afin d'être mis en examen pour « complicité de dénonciation calomnieuse »[179]. Il demandera probablement la saisine de la Cour de justice de la République (CJR), seule habilitée à juger un ministre dans l'exercice de ses fonctions. Il devrait contester sa mise en examen et demander l'annulation de tous les actes d'instruction le visant, notamment les deux perquisitions à son domicile et dans ses bureaux. Il appartiendra ensuite à la chambre de l'instruction de la cour d'appel de Paris de trancher et, in fine, à la Cour de cassation. Si celle-ci valide cette requête, les juges Henri Pons et Jean-Marie d'Huy seraient contraints de transmettre les éléments de l'affaire Clearstream 2 à la commission d'instruction de la CJR.
- 18 et 19 juillet 2007 : avant la convocation de Dominique de Villepin le 27 juillet 2007, les juges doivent recueillir les versions de Jean-Louis Gergorin et d'Imad Lahoud concernant les documents mettant en cause l'ancien Premier ministre.

## 2008
- 22 février 2008 : Les juges Jean-Marie d'Huy et Henri Pons ferment l'instruction de l'affaire de dénonciation calomnieuse 'Clearstream'[180]. Les cinq mis en examen et la trentaine de parties civiles ont trois mois pour demander des actes complémentaires aux juges. Après ce délai, le parquet fera une synthèse des 40 tomes du dossier et prendra ses réquisitions. Les juges se prononceront ensuite sur un éventuel renvoi des mis en cause devant le tribunal correctionnel[181].

## 2009
- 18 septembre 2009 : le beau-frère de Dominique de Villepin révèle qu’il a entretenu, entre 1998 et 2004, des relations amicales avec Imad Lahoud[182]. Il en aurait parlé pour la première fois à Dominique de Villepin en août 2009.
- 21 septembre 2009 : le procès s'ouvre[183]. « Je suis ici par la volonté d'un homme, je suis ici par l'acharnement d'un homme, Nicolas Sarkozy, qui est aussi président de la République française. J'en sortirai libre et blanchi au nom du peuple français » affirme Dominique de Villepin[184].
- 29 septembre 2009 : Dominique de Villepin affirme au procureur Jean-Claude Marin qui l'interroge n'avoir « jamais eu connaissance de ces listings, et ne les [avoir] jamais eus entre les mains ». Le prévenu Gilbert Flam, ancien membre de la Direction générale de la Sécurité extérieure (DGSE), réfute le même jour les propos de Dominique de Villepin. Selon lui, ce dernier a choisi de ne pas dénoncer la falsification des listes alors qu'il en avait connaissance[185].

## 2010
- 28 janvier 2010 : le jugement est rendu par le tribunal correctionnel de Paris : Jean-Louis Gergorin, reconnu coupable de dénonciation calomnieuse, usage de faux, recel d'abus de confiance et vol, est condamné à 3 ans d'emprisonnement dont 15 mois ferme et 40 000 euros d'amende[186] ; Imad Lahoud, reconnu coupable de complicité de dénonciation calomnieuse, de faux, d'usage de faux et de recel d'abus de confiance, est condamné à 3 ans d'emprisonnement dont 18 mois ferme et 40 000 euros d'amende[186] ; Florian Bourges, reconnu coupable d'abus de confiance, est condamné à 4 mois d'emprisonnement avec sursis[187] ; Dominique de Villepin et Denis Robert sont relaxés[187],[188]. Jean-Louis Gergorin et d'Imad Lahoud interjettent appel du jugement[189],[190].
- 29 janvier 2010 : le procureur de Paris, Jean-Claude Marin, annonce que le parquet fait appel de la relaxe de Dominique de Villepin et des condamnations de Jean-Louis Gergorin et d'Imad Lahoud, jugées trop clémentes[191].

## 2011
14 septembre 2011 : la cour d'appel de Paris rend sa décision. La relaxe de Dominique de Villepin et la condamnation d'Imad Lahoud sont confirmées,. Jean-Louis Gergorin est finalement relaxé des chefs de faux, de recel, ainsi que de dénonciation calomnieuse et d'usage de faux pour les documents remis au Général Rondot. En revanche sa condamnation est maintenue pour les faits d'usage de faux et de dénonciation calomnieuse pour les documents envoyés au juge Renaud Van Ruymbeke. En conséquence, sa peine est revue à 3 ans de prison dont seulement 6 mois de prison ferme. L'amende de 40 000 euros est maintenue.

## 2013
27 février 2013 : la Cour de cassation rejette les pourvois de Imad Lahoud et Jean-Louis Gergorin. L'arrêt d'appel devient alors définitif.

## Documents
- Rapport classé « Confidentiel Défense » du général Philippe Rondot.
- Conclusions en défense pour Dominique de Villepin - octobre 2009